# Guerra d'Indoxina

Indoxina francesa entre 1900 i 1945.

La Guerra d'Indoxina (1946-1954), també coneguda com a Primera Guerra d'Indoxina o Guerra de l'Indoxina Francesa, va ser un conflicte que va tenir lloc a tres països de Indoxina francesa, entre ells Vietnam, Laos i Cambodja, entre la força expedicionària francesa, d'una banda, amb el suport de les forces aliades natives, incloses les forces de l'Estat del Vietnam, el Regne de Laos i el Regne de Cambodja sota la Unió Francesa, i la República Democràtica del Vietnam (Việt Minh) i altres forces de resistència de Laos (Pathet Lao) i Cambodja (Khmer Issarak) de l'altra. La guerra va començar el 19 de desembre de 1946, quan Ho Chi Minh va ordenar una resistència a tot el país, i va acabar el 20 de juliol de 1954 quan es van signar els acords de Ginebra. Tanmateix, el veritable conflicte va esclatar el 23 de setembre de 1945 quan els francesos van seguir els britànics a la Cotxinxina per desarmar els japonesos.
Després que els japonesos fossin derrotats i perdessin el control del territori de la Federació Indoxinesa (avui Vietnam, Laos i Cambodja), els francesos van enviar les seves tropes de tornada per recuperar la zona. França es va unir a aquesta guerra per obligar el territori d'Indoxina a romandre a la recentment constituïda Unió Francesa -segons la declaració del 24 de març de 1945 del govern provisional de la República Francesa de Charles de Gaulle i allò que estipulava la constitució francesa de 1946. La motivació de França per entrar a la guerra va ser més política i psicològica que econòmica. Els partidaris francesos de la guerra argumentaven que si França permetia que Indoxina aconseguís la independència, els drets colonials francesos i les propietats a les colònies d'ultramar es perdrien ràpidament.
La majoria dels líders francesos creien que aquesta guerra seria només una mica més gran que una recolonització clàssica, en la qual els francesos ocupaven nuclis de població i s'expandien gradualment en forma de "taca d'oli", una cosa que ja havien fet amb gran èxit al Marroc i a Algèria. Però contràriament a aquesta expectativa, tot i que els francesos tenien una superioritat militar al principi, les forces de la República Democràtica del Vietnam es feren més i més fortes i controlaren cada cop més territori. Al final de la guerra, França estava empantanada en una costosa guerra sense trobar la manera de guanyar, mentre que la República Democràtica de Vietnam controlava més del 75% del territori.
Mentrestant, l'objectiu del govern de la República Democràtica del Vietnam era aconseguir la independència del seu poble. La guerra entre una potència mundial i un país pobre i endarrerit va tenir lloc gairebé com deia Ho Chi Minh:
| « | Serà una lluita entre un elefant i un tigre. Si el tigre s'atura, serà trepitjat fins a la mort per l'elefant. Però els tigres no es queden quiets. Durant el dia s'amaguen al bosc i surten de nit. Saltarà sobre l'esquena de l'elefant, esquinçarà grans trossos de pell i després tornarà a córrer cap al bosc fosc. I a poc a poc, l'elefant morirà dessagnat. La guerra d'Indoxina serà així. | » |
| — | |   |

Fins al 1949 el conflicte va ser principalment una guerra de guerrilles entre el Viet Minh i el poder colonial. A partir de 1949 el conflicte es va convertir en una guerra per poders dins de la Guerra Freda a causa de l'armament del Viet Minh per part de la República Popular de la Xina, que havia guanyat la Guerra Civil xinesa, i el suport dels Estats Units a França. Després de la derrota de Dien Bien Phu, a la Conferència d'Indoxina de 1954 a Ginebra la potència colonial, cada cop més sota pressió militar, va acceptar una solució negociada que va ser determinada en gran part per la Xina i que va donar lloc a la partició de Vietnam mitjançant la intervenció dels Estats Units. Aquesta divisió del país finalment va conduir a la guerra del Vietnam. Els moviments comunistes del Pathet Lao i el Khmer Issarak, que tenien el suport del Viet Minh, també van establir les bases dels posteriors moviments guerrillers comunistes a les parts no vietnamites d'Indoxina. La guerra va formar part d'una cadena d'enfrontaments militars que va tenir lloc als països d'Indoxina des del 1941 fins al 1979

## Antecedents

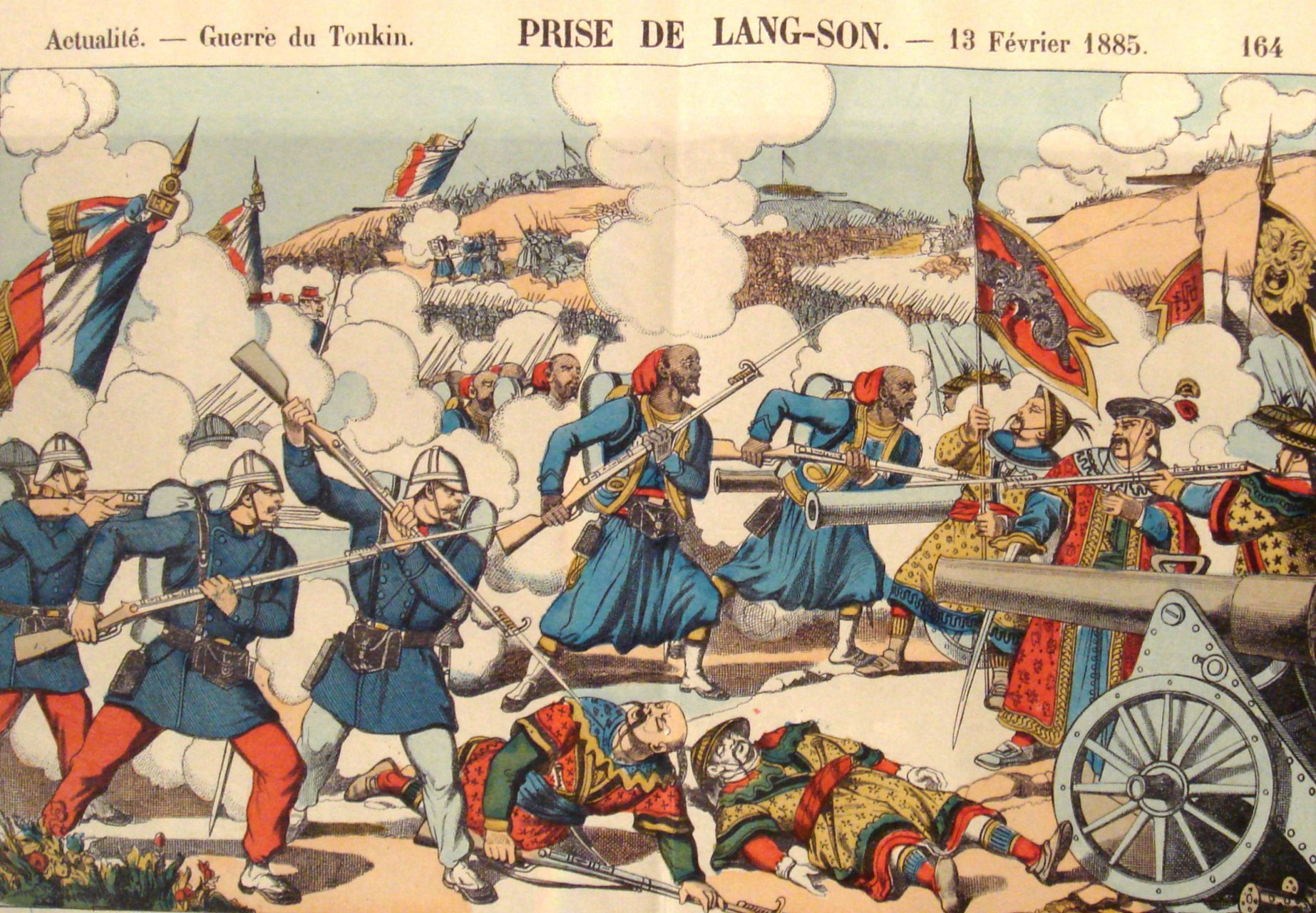
Les tropes franceses ataquen l'exèrcit Qing a Lạng Sơn

### Període colonial francès

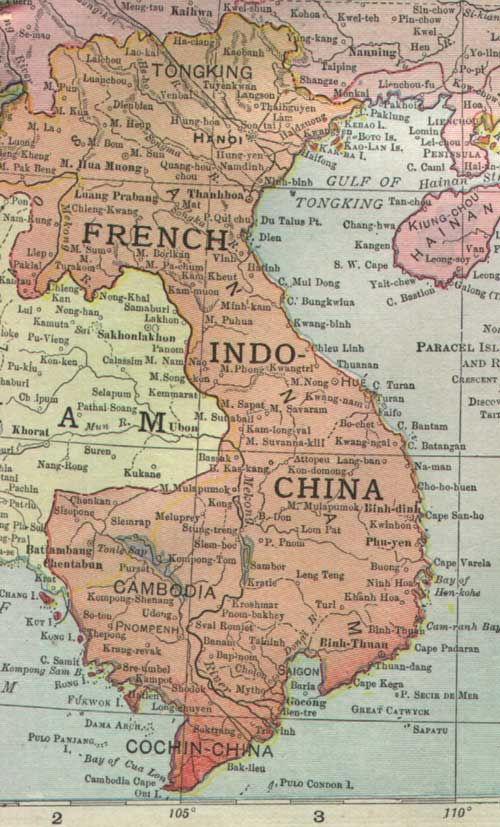
Indoxina francesa (1913)

El 1858, la marina francesa va desembarcar al port de Da Nang durant la batalla de Da Nang (1858-1859) i la batalla de Da Nang (1859-1860) i després va envair Saigon (actual Ho Chi Mihn). El 1862, el rei Tu Duc va signar un tractat per cedir Saigon i tres províncies veïnes a França. El 1869, França va ocupar les 3 províncies següents per formar la colònia de Cochinchine (Cotxinxina). El 1885, els francesos havien acabat d'envair la resta del Vietnam mitjançant guerres complicades al nord. Per diferents tractats, França va dividir Vietnam en 3 parts: Tonkin, Trung Ky i Cotxinxina, amb diferents règims polítics, sistemes jurídics i aparells administratius. França va governar directament la Cotxinxina, alhora que "protegia" Tonkin i el Vietnam central (on la cort de Nguyen va continuar "governant"). L'emperador va romandre al capdavant de l'estat colonial, però el poder polític i militar requeia en les autoritats colonials i els seus representants. Les elits de l'Imperi vietnamita van trobar traumàtica la submissió a una potència estrangera. Les següents polítiques d'explotació van posar ràpidament la població en problemes econòmics.

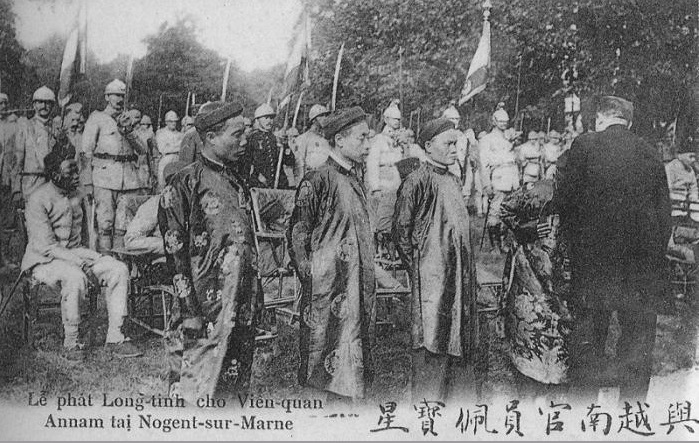
Cerimònia de lliurament de premis als mandarins vietnamites durant el període colonial francès.

Per restaurar la monarquia independent, va sorgir poc després el moviment militant Ajudeu el rei, però la potència colonial va poder decidir la seva guerra de guerrilles al seu favor fins al 1897. Sota el continuat domini colonial francès, les terres es van concentrar cada cop més en cada cop menys propietaris. Els nous grans terratinents, els colons europeus i part de l'elit local, al seu torn, van arrendar les seves terres al creixent grup de pagesos sense terra. Així, en poc temps, es va formar una classe adinerada a la societat vietnamita que es beneficiava del domini colonial i li era lleial. Entre els nadius que van pujar a aquesta elit hi havia molts catòlics. A Cotxinxina, al voltant del 70 per cent de la terra en algunes zones havia passat ara a mans de grans terratinents. La proporció del sistema comunal natiu de compartir terres a Cotxinxina s'havia reduït al 3 per cent de la superfície. A la part central del país, Annam i a la part nord de Tonkin, al voltant d'una cinquena part o una quarta part del país va quedar en mans comunals; la pressió econòmica per renunciar-hi, però, va augmentar. A la dècada del 1930, al voltant del 90 per cent dels aproximadament 18 milions de vietnamites eren agricultors, la meitat d'ells sense terra. el 0,3 per cent dels propietaris controlava el 45 per cent de la superfície total conreada; El 97,5 per cent dels propietaris només tenien petites parcel·les de menys de cinc hectàrees. Els agricultors sovint es veien sotmesos a pressions financeres a causa del sistema d'arrendament i de les pèrdues de les collites i havien de demanar préstecs. Això va fer que florissin els petits prestadors entre la minoria xinesa del país i els immigrants arribats de la colònia francesa a l'Índia. La desigualtat en la propietat es va agreujar encara més per l'elevat creixement demogràfic de la població rural.

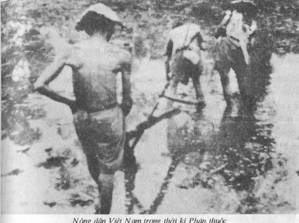
Agricultors vietnamites durant el període colonial francès

Durant la Primera Guerra Mundial, el govern colonial francès va destituir finalment l'emperador Duy Tân, que ja havia estat políticament marginat, després que aquest hagués fet una crida al motí entre els soldats colonials destinats a Europa. En el període d'entreguerres es va produir una expansió de les activitats periodístiques i polítiques de l'elit culta local, formada per uns quants milers de persones. La nova generació va trencar amb el credo confucià tradicional dels seus avantpassats i, en canvi, va propagar una modernització cultural i social radical del país. El moviment d'oposició va trobar un ampli suport entre la població i va poder mobilitzar unes 25.000 persones en les manifestacions de mitjans dels anys vint. Al mateix temps, es va formar el Partit Comunista Indoxinès (PCI) a partir d'un petit moviment protocomunista, sovint a l'exili. Els aproximadament cinquanta representants principals del KPI es van formar a Moscou a la Universitat de l'Extrem Orient. A principis de la dècada del 1930, durant l'aixecament de Nghệ Tĩnh, el PCI va aconseguir mobilitzar diversos milers de militants de la població rural. A més del moviment independentista comunista, també es van desenvolupar diverses organitzacions nacionalistes. La més destacada d'elles, el VNQDĐ, va poder construir una àmplia base de suport a Tonkin i va intentar, el 1930, iniciar la resistència armada contra el poder colonial mitjançant el motí de curta durada de dues companyies d'infanteria colonial a Yen Bai. Com a resultat dels fets, hi va haver diversos atacs amb bombes contra objectius francesos a les ciutats d'Indoxina. A causa de les tensions polítiques i econòmiques del país, es van formar les sectes budistes de Cao Dai (1926) i Hòa Hảo (1939). Aquests grups van rebre la seva influència en l'estructura de poder de la colònia a través de la seva estructura supraregional i a través de les seves pròpies milícies.
A l'obra Chính đề Việt Nam, Ngô Đình Nhu comentava el període colonial francès:
| « | ... vuitanta anys de dominació francesa ens han deixat un llegat del qual encara avui tenim conseqüències desastroses. Recordarem només les tres càrregues més feixugues que ens va deixar el període colonial francès. La primera és una occidentalització forçada per a nosaltres. Forçada, perquè no preteníem occidentalitzar-nos, sinó perquè la poderosa vitalitat d'una civilització ha superat la nostra civilització, i ens ha fet perdre la confiança en els vells valors estàndard i ens ha fet reticents a recollir noves civilitzacions. El governant no té cap interès a conèixer l'occidentalització de la classe dominada. El nostre destí no està sota el nostre control. Per tant, l'occidentalització, a la qual estem sotmesos des de fa un segle, és una occidentalització forçada, sense rumb, sense guia. La gent es veu arrossegada cap a un moviment d'occidentalització, sense entendre per a què serveix l'occidentalització, fins a quin punt n'hi ha prou amb l'occidentalització i com n'és de correcta. Aquesta situació ha provocat la desintegració de la nostra societat. Els antics valors estàndard han perdut la seva validesa per al col·lectiu i els nous valors estàndard no estan disponibles. Per tant, es perd el senyal de la recopilació d'elements a la societat. És una cosa molt lamentable per a la nació en aquest moment, perquè és el moment en què hem de dur a terme la tasca de desenvolupament nacional occidentalitzant. Un treball així requereix, com tots sabem, l'esforç continuat de tot el poble i grans sacrificis de tothom. Per tant, cal tenir un senyal per reunir-se, perquè tot el poble pugui mirar i creure, tenir prou energia per aportar esforç en una situació ascètica. I és en un moment que perdem els nostres senyals col·lectius... El tercer llast que ens ha deixat el període de dominació imperial és la pertorbació del lideratge nacional. Hem comprovat que és una pertorbació en grau suprem. El traspàs d'autoritat no es pot fer entre els primers i els segons. Els secrets d'estat i els secrets de lideratge es perden. El lideratge no es pot transmetre. El líder no té prou llegat, el passat no pot ser preservat, els arxius es perden i són saquejats... A més de les anteriors càrregues, que ens ha deixat l'imperi, la manca de líders en les indústries, com sabem, és un gran obstacle per al desenvolupament que ens espera. | » |

### Pèrdua de poder de l'estat colonial com a conseqüència de la Segona Guerra Mundial

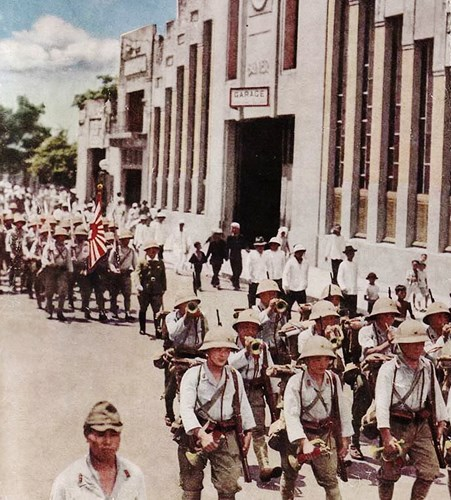
Soldats japonesos marxant pels carrers de Saigon

Durant la Segona Guerra Mundial, França es va veure debilitada com a potència colonial per la derrota de 1940. La colònia va caure cada vegada més a l'esfera d'influència del Japó, la qual cosa va afeblir encara més el control de la potència colonial. A l'interior de Tonkín es va formar l'organització del Việt Minh, que, com a organització guerrillera sota el control del Partit Comunista Indoxinès, buscava la independència. Aquest últim es va establir al nord del Vietnam, a la frontera amb la Xina, en regions muntanyoses inaccessibles habitades per minories amb poc aferrament a l'estat colonial. Els oficials Võ Nguyên Giáp i Chu Văn Tấn van formular el pla per prendre el poder a la colònia amb un exèrcit guerriller format en la perifèria. En el context de la Fam vietnamita de 1945, el Việt Minh es va guanyar la lleialtat de milions de camperols mitjançant la requisició i distribució d'arròs. El març de 1945, les tropes japoneses van prendre el control directe de l'antiga colònia. Després de la capitulació del Japó, el Việt Minh va aconseguir posar sota el seu control les ciutats de Hanoi, Saigon i Huế durant la Revolució d'agost. El dia de la rendició japonesa, el 2 de setembre de 1945, Ho Chi Minh va proclamar la independència de la República Democràtica del Vietnam (RDV). Els dirigents de l'estat titella japonès a Indoxina al voltant de l'emperador Bảo Đại no van oferir cap resistència. El principal repte de la RDV era garantir la situació alimentària de la població. A la primera meitat de 1946, l'alimentació de la majoria de la població de Tonkin es limitava a un àpat al dia. El govern comunista va aconseguir una millora de la situació alimentària a partir de mitjans d'any mitjançant el racionament i l'economia dirigida, així com el cultiu addicional de blat de moro, nyam i llegums.

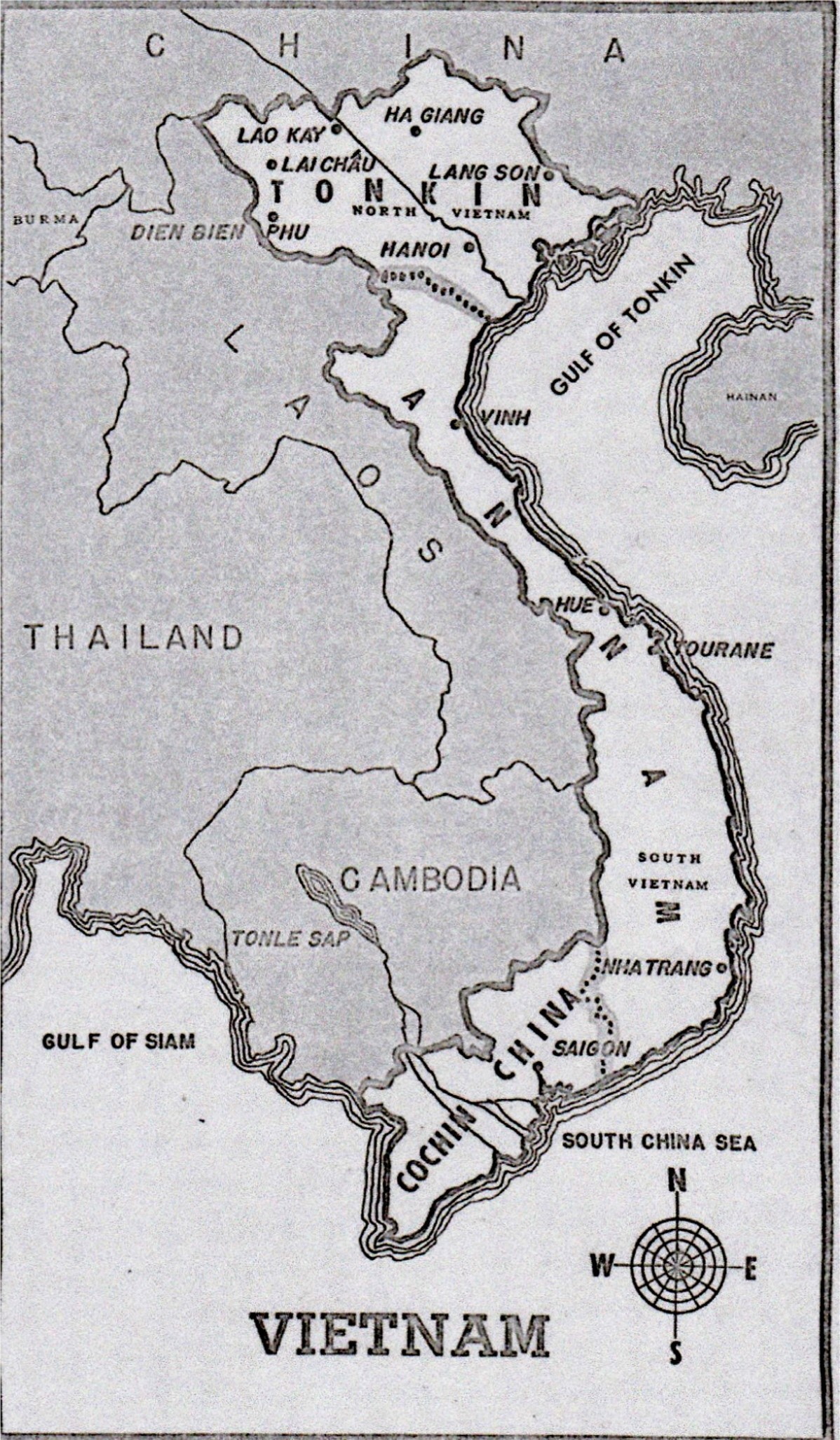
Mapa estatunidenc d'Indoxina després de la Segona Guerra Mundial; destaca la divisió del Vietnam en els tres estats constituents de Tonkin, Annam i Cotxinxina

### Ressorgiment del poder colonial després de la Segona Guerra Mundial
La direcció política de la França Lliure sempre havia reclamat la restauració de la sobirania sobre tots els seus territoris colonials. Amb motiu de l'ocupació japonesa, Charles de Gaulle havia reafirmat l'statu quo territorial de la colònia i la sobirania francesa sobre la seva defensa i política exterior. L'agost de 1945 les forces britàniques van desembarcar a Saigon sota el comandament del general Douglas Gracey. Les primeres tropes del cos expedicionari francès (CEFEO) van arribar a Cotxinxina el setembre de 1945. Al novembre de les tropes colonials van poder restablir el control dels punts neuràlgics a Cotxinxina. Poc després de la presa de Saigon per part dels aliats, el 23 de setembre es van produir actes de violència contra la població civil vietnamita de la ciutat per part de francesos que havien estat internats pels japonesos. Dues nits més tard, diversos centenars d'europeus i mestissos van ser presos com a ostatges a la massacre de Cité Heraud. Al voltant d'una quarantena van ser assassinats i els ostatges van ser víctimes de violència i agressions sexuals. Les investigacions internacionals responsabilitzen el sindicat criminal Bình Xuyên dels atacs als europeus.
El març de 1946, els britànics van lliurar formalment el comandament al comandant del cos expedicionari, el major general Leclerc. La part nord del país fou ocupada per les tropes de la República de la Xina al nord del paral·lel 16, d'acord amb la conferència de Potsdam. Aquests últims van deixar que el Viet Minh, se sortís amb la seva. Un acord en què França renunciava a tots els drets colonials a la Xina a favor de la República de la Xina va regular la retirada dels xinesos. Al març de 1946, França va arribar a un compromís amb Ho Chi Minh, en què acceptava primer la independència del Vietnam en el marc de la Unió Francesa. Aquest compromís havia estat provocat per la negativa xinesa a permetre que les tropes franceses desembarquessin a Tonquín sense un acord.
El compromís entre França i els dirigents comunistes de Hanoi va permetre l'estacionament de dues divisions de tropes franceses a Tonkín. A l'octubre de 1946, les tropes franceses van intentar restablir la sobirania duanera francesa a la ciutat portuària de Hải Phòng. Quan van trobar resistència, els militars francesos van respondre bombardejant la ciutat, cosa que va provocar diversos milers de víctimes civils vietnamites.
Al desembre de 1946, el bàndol francès va decidir combatre militarment al Viet Minh i restablir l'antic estatus de la colònia. Els combats pròpiament dits van començar el 19 de desembre amb la voladura de la central elèctrica i els atacs a Hanoi de les tropes del comandant en cap de l'exèrcit vietnamita, el general Võ Nguyên Giáp. Això va ser presentat a la premsa francesa contemporània com el començament de la guerra. El bàndol vietnamita va considerar el bombardeig de Haiphong el 20 de novembre de 1946 com l'inici real de la guerra.

## Equilibri de poder militar

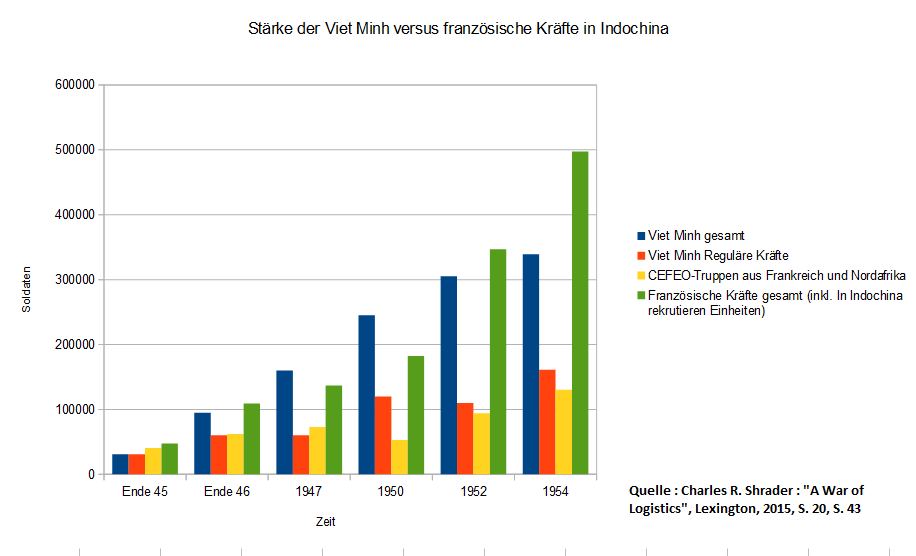
Representació gràfica de l'equilibri de poder entre el Viet Minh i les tropes franceses i profranceses durant la guerra d'Indoxina

L'aparell militar del Viet Minh es va fundar el 1944 a les zones de retirada dins del Vietnam. La zona base més important era el Việt Bắc, al nord de Tonkin, a prop de la frontera amb la Xina. Altres bases d'operacions estaven situades al sud de Tonkin i a Annam, al sud de Huế. A la Cotxinxina, el Viet Minh només tenia una petita base d'operacions al sud del delta del Mekong. Sobre la base de les doctrines de Mao Zedong, els dirigents de Viet Minh van propagar un curs de guerra en tres fases amb l'objectiu d'aconseguir la independència del Vietnam mitjançant la victòria militar. A la primera fase, les forces del Viet Minh havien d'actuar principalment de forma defensiva i només ampliar la seva àrea d'influència mitjançant accions de guerrilla. Un cop aplegades prou tropes regulars i creada la logística necessària per a elles, la guerra havia de passar a una fase de "paritat", en què el Viet Minh havia de continuar ampliant el territori sota el seu control en operacions convencionals limitades localment. A la fase final, les forces superiors del Viet Minh havien d'arrabassar el control militar del país a la potència colonial en operacions de mobilitat supraregional.
El comandant en cap Võ Nguyên Giáp va resumir l'estratègia en una publicació després de la guerra de la següent manera:
| « | Només una guerra perllongada ens podria permetre utilitzar plenament les nostres cartes polítiques, superar el nostre desavantatge material i transformar la nostra debilitat en força (...) per construir la nostra força durant el curs real de la lluita. | » |

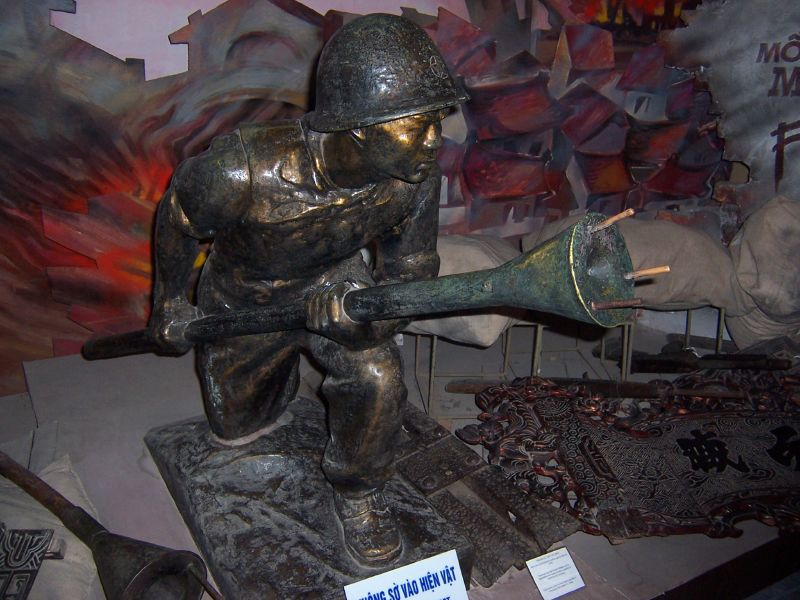
Estàtua d'un soldat del Việt Minh sostenint una mina antitanc Lunge

L'organització de Viet Minh es va formar de manera anàloga a aquesta doctrina i constava de tres organitzacions de tropes separades. Les forces guerrilleres eren principalment soldats a temps parcial que operaven a prop d'on vivien i treballaven. Els grups reclutaven en un o diversos pobles i feien accions de guerrilla, operacions de sabotatge i tasques d'intel·ligència. El següent nivell estava format per soldats a temps complet organitzats per regions i equipats de forma convencional, que treballaven estretament amb les guerrilles dins un territori amb una dotació que anava des del batalló fins al regiment. A la cúspide es trobaven les forces regulars equipades com a infanteria lleugera, que estaven subordinades a l'Estat Major i havien de desplegar-se per tota Indoxina. El Viet Minh va començar el setembre del 1945 amb uns 31.000 soldats regulars. Al tombant de 1948/1949, les tropes regulars havien augmentat a 75.000 persones. Les tropes regionals i guerrilleres ascendien a 175.000 persones. A finals de 1954, el Viet Minh comptava amb 161.000 soldats regulars, 68.000 tropes regionals i 110.000 guerrillers.

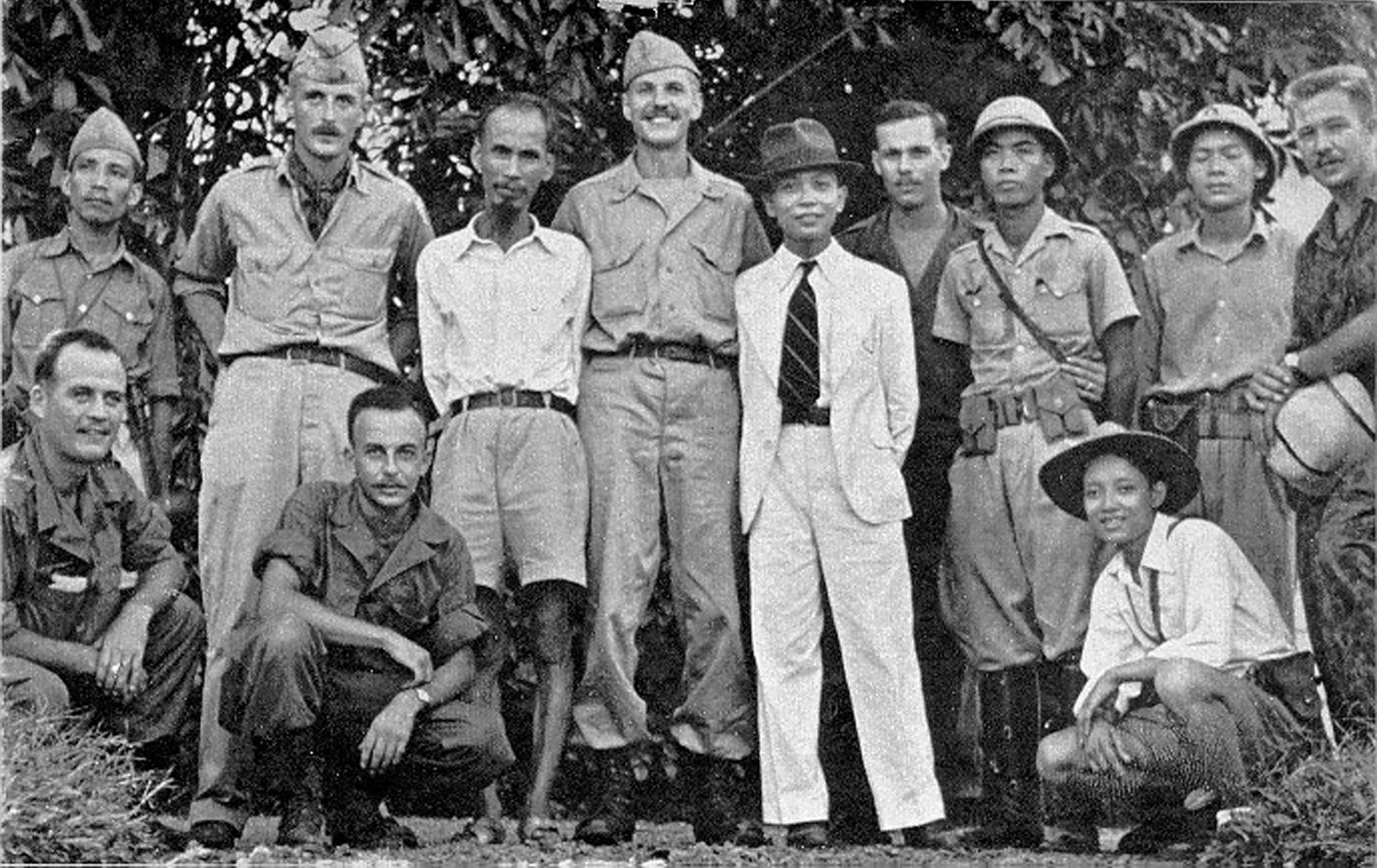
Líders del Viet Minh i de l'OSS el 1945, entre ells el comandant de l'OSS al Vietnam del Nord, Archimedes Patti, situat entre Ho Chi Minh i Vo Nguyen Giap.

Les forces del Viet Minh tenien el suport d'un sofistica sistema logístic, que assegurava sobretot el subministrament d'aliments i materials per part dels portadors. La força del personal logístic civil va variar durant la guerra d'unes 30.000 a 300.000 persones.
La font de finançament era la desviació de la collita d'arròs i la mà d'obra de les zones controlades políticament pel Viet Minh. L'abastament dels aproximadament 300.000 soldats del Vietminh requeria el transport i distribució d'unes 110.000 tones d'aliments, principalment d'arròs. Per satisfer les necessitats a la zona de combat del nord, el Viet Minh va importar arròs a gran escala de la part sud del país, predominantment pro-francesa. Gràcies al camuflatge, a l'estreta relació amb la població i a la gran mobilitat de les seves unitats i campaments, el Viet Minh va poder escapar majoritàriament de les urpes de les forces colonials.
A l'estiu de 1945, un regiment xinès comunista es va retirar a Tonquín a causa de la pressió militar dels nacionalistes a la Guerra Civil xinesa. Van rebre suport i van ser amagats allà pel Viet Minh. A canvi, el Viet Minh va rebre ajuda per a l'entrenament dels exiliats xinesos. En el procés, uns 830 soldats i oficials van ser entrenats per quadres xinesos fins al 1947. Després de la victòria dels comunistes xinesos a la guerra civil, el Viet Minh va rebre subministraments directes de material militar i civil de la República Popular de la Xina a partir del 1949. Es calcula que es van subministrar més de cent mil armes d'infanteria i més de quatre mil canons. Més de les nou desenes parts del material era de fabricació estatunidenca i havia estat capturat a la guerra civil o a la guerra de Corea.
Per garantir el lliurament sense problemes d'armes i subministraments, uns 100.000 treballadors forçats van construir quatre carreteres principals al costat xinès de la frontera cap a Tonkin. Al voltant de 15.000 a 20.000 reclutes de Viet Minh van ser entrenats cada trimestre a les províncies xineses de Yunnan i Guangxi amb l'ajuda de l'exèrcit xinès a partir de 1950. La República Popular també va enviar una missió militar de diversos centenars d'oficials d'alt rang sota el comandament del general Wei Guoqing a Vietnam del Nord a l'agost. Van ajudar el Viet Minh a nivell de divisió i d'alt comandament com a assessors militars. La Unió Soviètica es va abstenir de donar suport al Viet Minh. La RDA i Txecoslovàquia van proporcionar ajuda a petita escala.
El desembre de 1945, les forces terrestres franceses a Indoxina estaven formades gairebé exclusivament pel Cos expedicionari francès a l'Extrem Orient (CEFEO), amb 47.000 efectius. El desembre del 1946, el nombre de soldats havia augmentat a uns 89.000 i comptava amb el suport de 14.000 soldats locals. A finals de 1950, 87.000 soldats del Cos Expedicionari i 85.000 soldats autòctons lluitaven contra el Viet Minh. El juliol del 1954, les tropes franceses comptaven amb 313.000 soldats autòctons i 183.000 membres del Cos expedicionari.

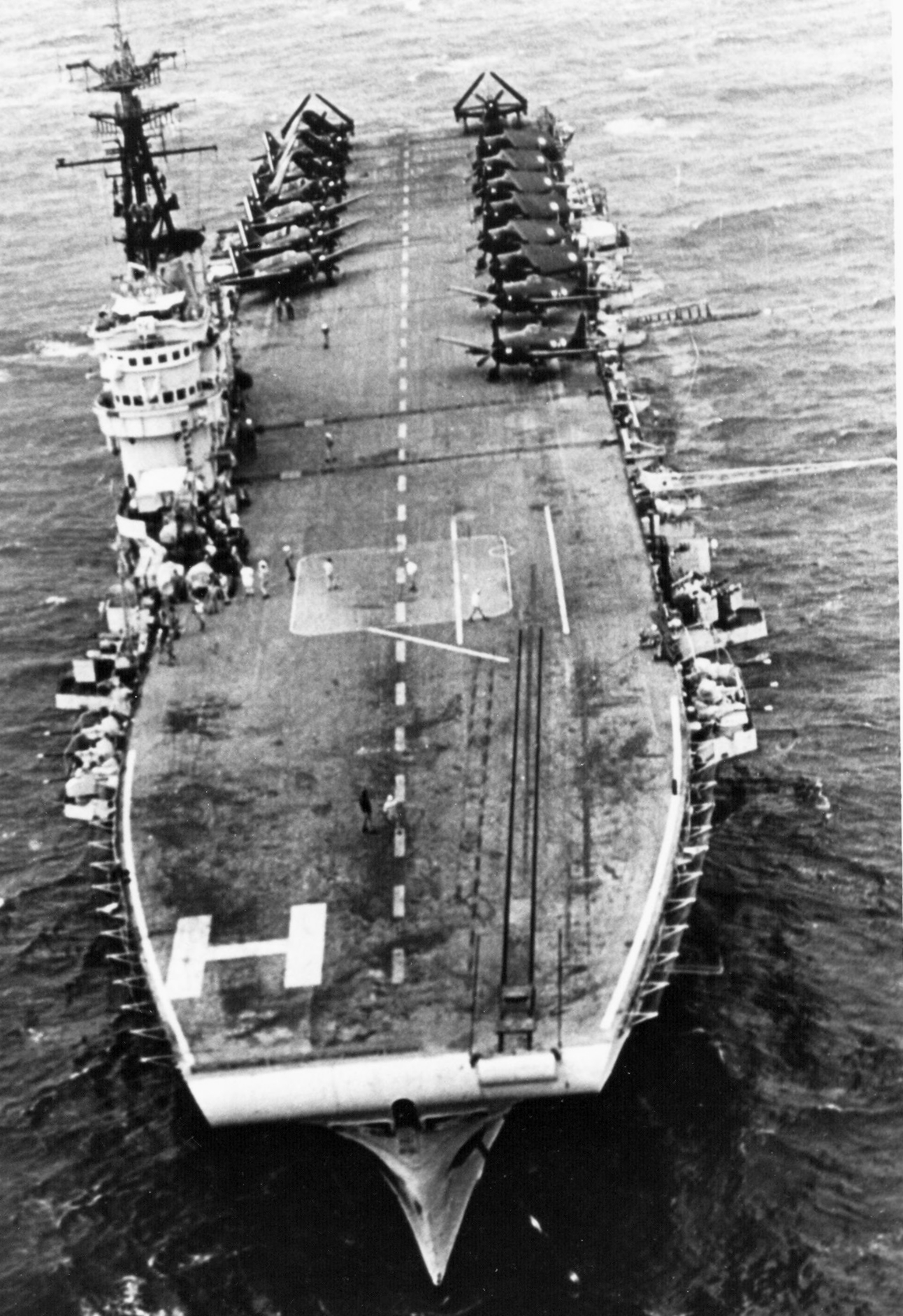
Portaavions francès Arromanches al golf de Tonkin

Cap govern francès mai no va considerar seriosament l'ús de forces de lleva a Indoxina, que diversos militars havien demanat, en diverses ocasions, durant la guerra. Com a resultat, la Legió estrangera va servir com a reserva indispensable per a la realització de la Guerra d'Indoxina, en proporcionar majoritàriament les unitats més poderoses del cos expedicionari. Un total de 78.833 legionaris van servir a Indoxina durant la guerra. Per satisfer les necessitats de personal del CEFEO, un gran nombre de tropes colonials del nord d'Àfrica van ser enviades a Indoxina. A partir de 1948, els militars francesos van intentar cobrir les seves necessitats de personal des de la pròpia colònia reclutant els locals sota el lema de jaunissement (en català: "esgrogueïment"). En un moment donat, al voltant del 60% dels combatents desplegats no eren de nacionalitat francesa. El mateix any, el govern francès va permetre que els condemnats per la seva pertinença a associacions del règim de Vichy o de les Waffen-SS rebessin una amnistia a canvi del seu desplegament a l'Extrem Orient. A partir de 1948, es van allistar uns 4.000 presoners francesos.
Per mantenir la dotació de personal de la Legió Estrangera d'una mica menys de 20.000 soldats que servien al CEFEO, la Legió va recórrer a voluntaris predominantment alemanys. El seu percentatge de legionaris desplegats va passar al voltant del 35% a la dècada de 1940 a prop del 55% el 1954. En moltes de les unitats de la Legió a Indoxina, l'alemany es va convertir en la llengua franca dels legionaris. El 1945 i el 1946, fins a 5.000 presoners de guerra alemanys es van unir a la Legió, cosa que suposava gairebé un terç dels reclutes de la Legió en aquell moment. Segons les ordres oficials, els membres de les Waffen-SS o els criminals de guerra havien de ser exclosos del servei, però sovint les oficines de reclutament no ho tenien en compte. El reclutament de presoners alemanys va ser controvertit tant a Alemanya com a França, i en aquest darrer país va provocar expressions públiques de descontentament amb les tropes. No obstant això, l'abast del reclutament de presoners fou sobrevalorat tant per l'opinió pública francesa com per l'alemanya. Pierre Thoumelin fins i tot planteja la qüestió de si els criminals de guerra alemanys van ser reclutats específicament entre les files d'antigues tropes d'elit (per exemple, els paracaigudistes) per aprofitar la seva experiència en la lluita contra els partisans als Balcans.

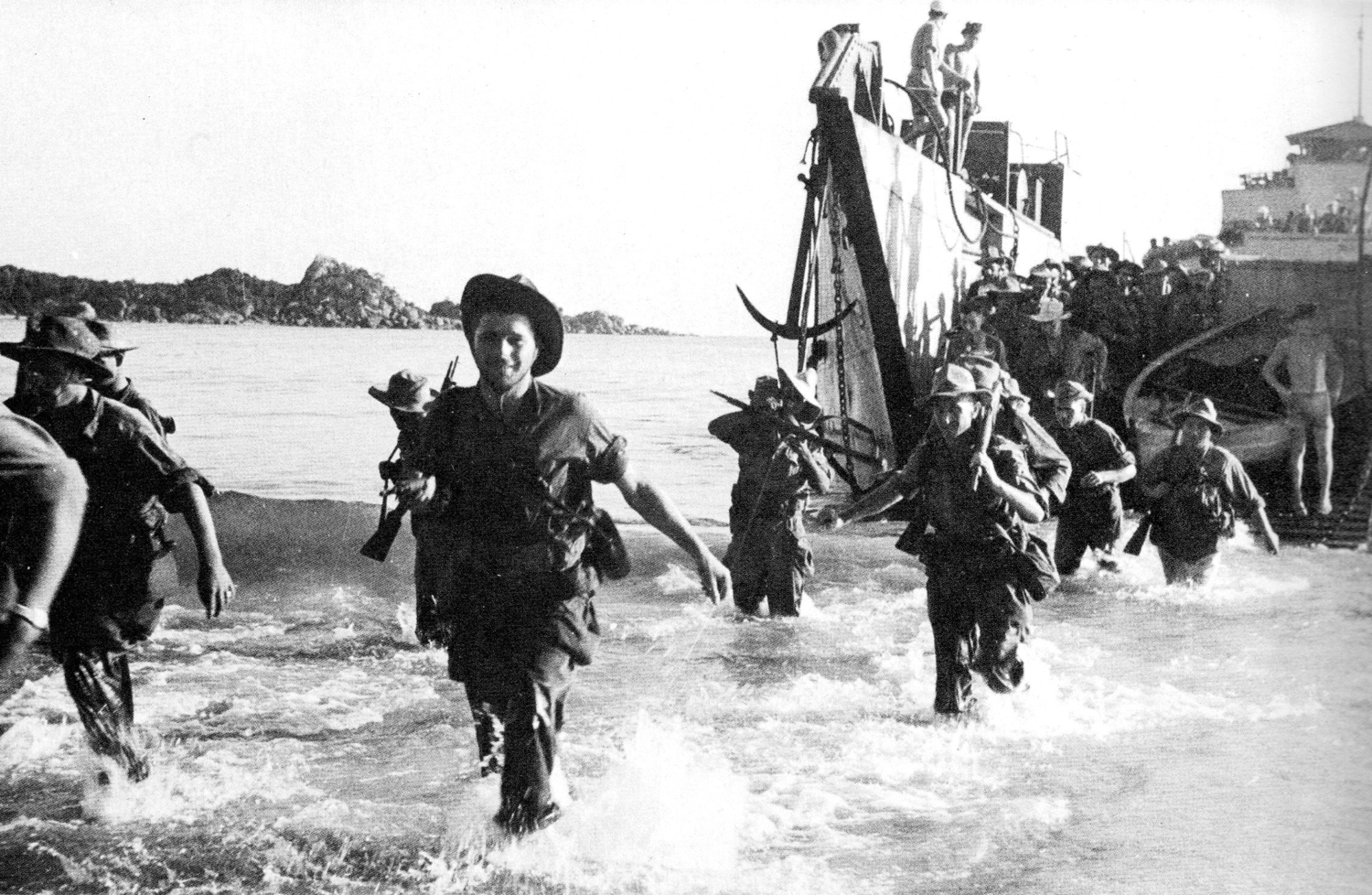
Comandos de la infanteria de marina francesa desembarquen a la costa d'Annam

A la primera fase de la guerra, les forces franceses anaven relativament curtes de materials i de vehicles i avions moderns. En el marc de l'escalada de la Guerra Freda, el govern estatunidenc va passar a partir del 1949, després de la moderació inicial, a donar suport directament a la guerra francesa. Això va fer que les forces franceses a Indoxina, així com els exèrcits nacionals dels estats dependents de França del Vietnam, Laos i Cambodja, formats el 1949, estiguessin totalment equipats amb material modern estatunidenc. Entre 1950 i 1954, els Estats Units van subministrar uns 30.000 vehicles de motor, unes 360.000 armes de foc, 1.880 tancs i vehicles blindats i unes 5.000 peces d'artilleria. Les forces franceses també van rebre 305 avions i 106 vaixells. Entre aquests hi havia dos portaavions lleugers. Durant la guerra, els subministraments de material nord-americà cobrien al voltant del 70% de les necessitats de les forces armades franceses. Entre altres coses, es van lliurar més de 500 milions de cartutxos per a armes d'infanteria i almenys deu milions per a artilleria. El sistema logístic francès es basava en dipòsits fixos que es van crear durant l'època colonial, majoritàriament als nuclis de població. La càrrega principal dels transports es portava amb camions. A més, els transports es feien per navegació fluvial i ferrocarril. Els transports amb traginers i animals de càrrega van tenir un paper menor. A tots els nivells, els subministraments francesos estaven exposats als atacs de la guerrilla i al sabotatge del Viet Minh. Això va portar a un canvi cap al transport aeri a través d'aeròdroms o el llançament de paracaigudes. Els helicòpters també es van utilitzar de manera limitada. En el procés es van desenvolupar dos sistemes logístics separats. A més del sistema estàtic amb què es proveïen les tropes als nuclis de població, era necessari un sistema de reacció ràpida per al suport de les tropes de combat en terrenys difícils i remots.
Tots dos bàndols van haver de bregar amb les altes xifres de deserció. Pel que fa al Viet Minh, ni els francesos ni els vietnamites tenen xifres completes; les estimacions ascendeixen a diverses desenes de milers. Al bàndol francès, es van produir unes 16.000 desercions entre les tropes del CEFEO, principalment a les unitats colonials compostes per gent del país. Els motius de les desercions van ser, majoritàriament, infraccions de la disciplina o altres conflictes amb la llei. Els motius polítics eren minoritaris. Les unitats formalment independents dels exèrcits dels estats associats a França van tenir una taxa de deserció més alta, amb uns 38.000 homes desertors. Més de quatre cinquenes parts de les desercions es van produir durant els dos darrers anys de la guerra, del 1953 al 1954. Uns quants centenars de soldats van desertar al Viet Minh.

## Curs de la guerra

### Guerra colonial

Mapa del control territorial a Indoxina durant la guerra.
Zones centrals del Viet Minh
Expansió del Viet Minh fins aL 1950/54
Control francès fins al final de la guerra

Les tropes franceses van trigar fins al febrer de 1947 a expulsar el Viet Minh de Hanoi, Haiphong i Hue. Aleshores havien patit al voltant de 1800 baixes; no es coneixen les pèrdues del Viet Minh. A Hanoi, es van produir grans danys als edificis i a la població civil. Els dirigents vietnamites i els seus quadres es van traslladar a les bases situades les zones inaccessibles del Viet Bac. Això va donar lloc a una guerra de guerrilles en què les tropes colonials franceses controlaven les ciutats mentre estaven constantment amenaçades a les zones rurals. En el procés, les unitats franceses estaven lligades a les poques carreteres, mentre que el Viet Minh, que no podia aparèixer obertament, utilitzava la població per al reconeixement i els subministraments. El Viet Minh va poder mantenir un poder estatal paral·lel i encobert en àmplies zones del país, que recaptava impostos, feia propaganda, duia a terme programes d'alfabetització i organitzava militarment la població. La influència es va estendre fins al punt que les dones van assumir el paper tradicional de mare per als joves soldats en el sentit de l'adopció mentre durés la guerra i, sovint, comunitats senceres de pobles hi estaven involucrades.
De la mateixa manera, el Viet Minh va utilitzar actes de terrorisme contra els nadius que eren percebuts com a col·laboradors. Les autoritats colonials van utilitzar tots els mitjans d'intel·ligència a la seva disposició, inclosa la tortura, per penetrar a les xarxes del Viet Minh, però no van aconseguir afeblir-les significativament. La cúpula militar francesa es va adonar que la guerrilla no estava controlada, sinó que només hi havia un estancament inestable entre ambdjues forces. Després d'una gira d'inspecció a principis de 1947, el major general Leclerc va exigir un augment d'uns 100.000 a uns 500.000 soldats.
La pressió francesa va ser suficient per impedir que el Viet Minh controlés directament les zones més grans i densament poblades com a Zones Alliberades, i va obligar els guerrillers a romandre constantment en moviment. No obstant, les tropes franceses no van poder esclafar els guerrillers. L'intent d'eliminar el comandament i la base logística mitjançant un atac amb paracaigudistes al Việt Bắc va acabar el novembre de 1947 amb l'exitosa evasió del Viet Minh.
El Viet Minh va incrementar les seves activitats de guerrilla a l'interior de Tonkin, especialment al llarg de les escasses rutes de transport, per la qual cosa a partir del 1949 les tropes franceses només enviaven combois d'abastament com a operacions de combat armat amb suport aeri. Al gener de 1947, el Viet Minh va formar la 308a divisió d'infanteria, la primera de les seves unitats que operava amb caràcter de divisió.Les guerrilles del sud van entrar en conflicte creixent amb les sectes Cao Dai i Hòa Hảo durant l'any. Després de l'assassinat del líder de Hòa Hảo Huỳnh Phú Sổ per part del Viet Minh, van dirigir la seva atenció als francesos.

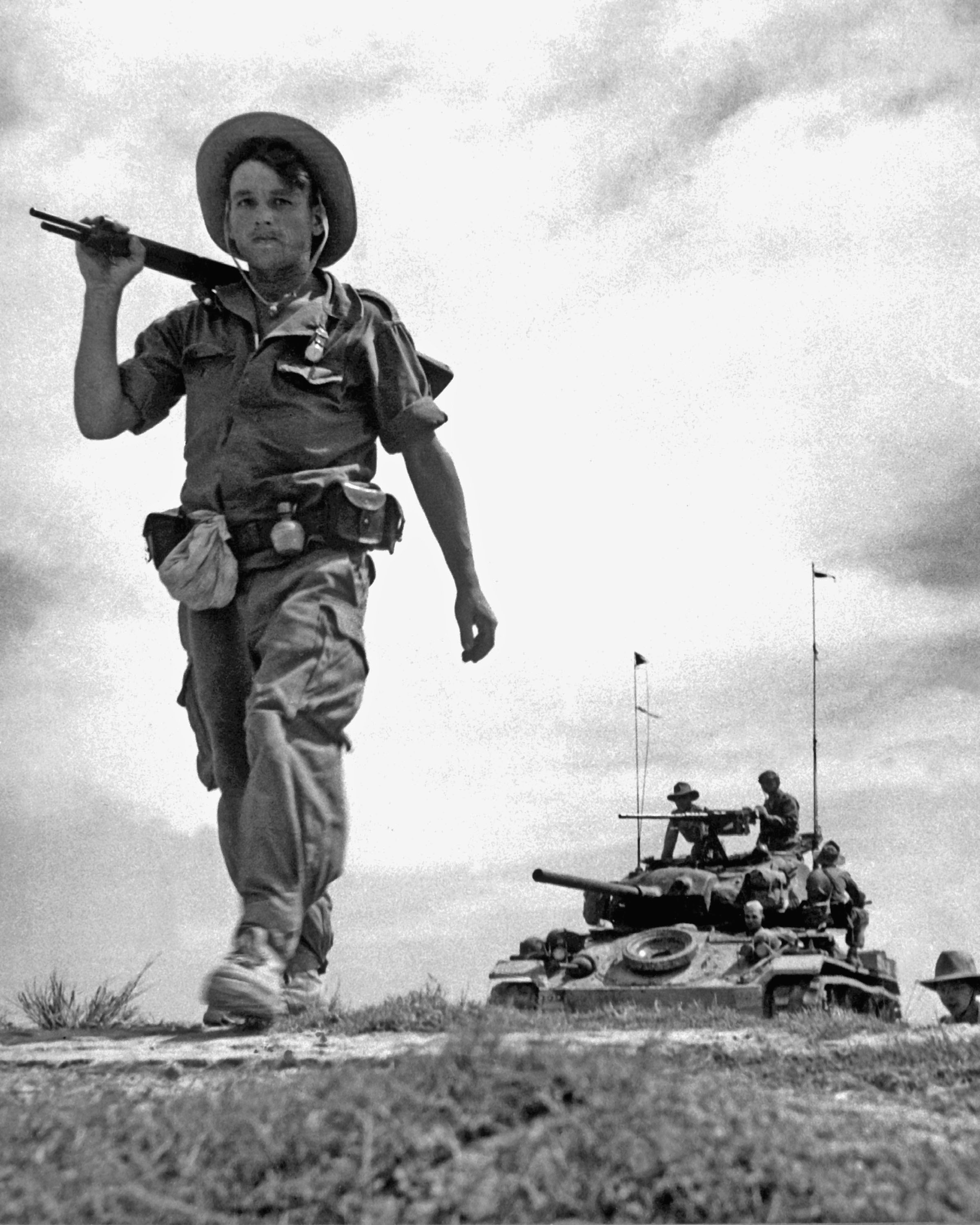
Legionaris estrangers francesos patrullant entre Hải Phòng i Hanoi el 1954. El tanc lleuger M24 Chaffee al fons provenia originalment d'estocs estatunidencs.

El 1949, la potència colonial va intentar oferir al moviment anticolonial una alternativa no comunista mitjançant la independència formal dels estats del Vietnam, Laos i Cambodja, en estreta associació amb França. Els estats indoxinesos eren formalment independents dins de la Unió Francesa, però les institucions colonials franceses romanien, i França es va assegurar el control de l'exèrcit, l'economia i la política exterior. L'estat del Vietnam es va adaptar a la persona de l'emperador Bảo Đại, que era considerat un símbol de col·laboració amb el poder colonial. No obstant això, en el procés, Bảo Đại va aconseguir imposar la unitat de l'estat vietnamita mitjançant la dissolució de la República independent de Cotxinxina com a objectiu nacionalista contra els francesos. El Bloc de l'Est, sota el lideratge de la Unió Soviètica, va protestar contra el reconeixement diplomàtic dels estats associats i va vetar la seva pertinença plena a les Nacions Unides.
El primer ministre Nguyễn Phan Long, nomenat per Bao Dai, va intentar ampliar la base del règim mitjançant una política de conciliació cap al Viet Minh. El líder del Viet Minh clandestí al sud, Nguyễn Bình, es va oposar a la política del govern de Saigon amb un moviment guerriller polític i militar l'hivern de 1949/1950. Això va provocar atacs de la guerrilla a les capitals provincials i protestes i desobediència civil a Saigon. Nguyễn Phan Long va ser substituït per l'antic oficial de policia Nguyễn Văn Tâm, el qual, sota el lideratge de l'exèrcit francès, va reprimir la guerrilla al sud. En el procés, el Viet Minh va perdre gairebé tot el seu aparell al sud i, a causa de les baixes civils, van perdre el seu influx al sud.
En formar els exèrcits nacionals dels tres estats clients sota el comandament dels francesos, els dirigents francesos esperaven guanyar més soldats contra el Viet Minh. En fer-ho, també complien amb una exigència fonamental dels Estats Units, que va augmentar significativament el seu ajut militar al bàndol francès.

### El pas a laguerra per poders
La victòria de la República Popular de la Xina a la Guerra Civil xinesa va resultar ser un punt d'inflexió en la guerra per al Viet Minh, ja que a partir d'aleshores va rebre ajuda militar del seu veí del nord. Al gener de 1950, la República Popular de la Xina i la Unió Soviètica li van concedir el reconeixement diplomàtic. La cúpula militar del Viet Minh al voltant de Võ Nguyên Giáp va intentar traduir l'ajuda militar principalment en una regularització de les seves unitats. Així, aquest mateix any es van formar quatre divisions regulars del Viet Minh, seguida de la creació d'una altra el 1951. El 1950 la direcció del Viet Minh va llançar una ofensiva al terreny muntanyós de la frontera nord-oest i va atacar posts i columnes de vehicles francesos mentre operaven amb la força d'un regiment. Les escaramusses van culminar amb la batalla de la Route Coloniale 4 i van suposar una commoció per als dirigents i l'opinió pública francesa. A causa de les pèrdues d'uns 6.000 morts, capturats o desapareguts, els dirigents francesos van abandonar la regió fronterera per concentrar les seves forces al populós Delta.
El 1951, un legionari estranger que havia tornat al seu país va descriure així la regularització de les forces del Viet Minh:
| « | En aquella època [1947], els insurgents d'Indoxina estaven molt mal equipats i entrenats. La seva lluita es limitava a la guerra de guerrilles, a la guerra de franctiradors i, aquí i allà, a la col·locació de mines a les carreteres, que de vegades podien causar considerables pèrdues materials. Avui ens enfrontem a un enemic impecablement entrenat i ben armat. Com pretén França mantenir Indoxina a llarg termini ens resulta difícil d'entendre als legionaris. | » |

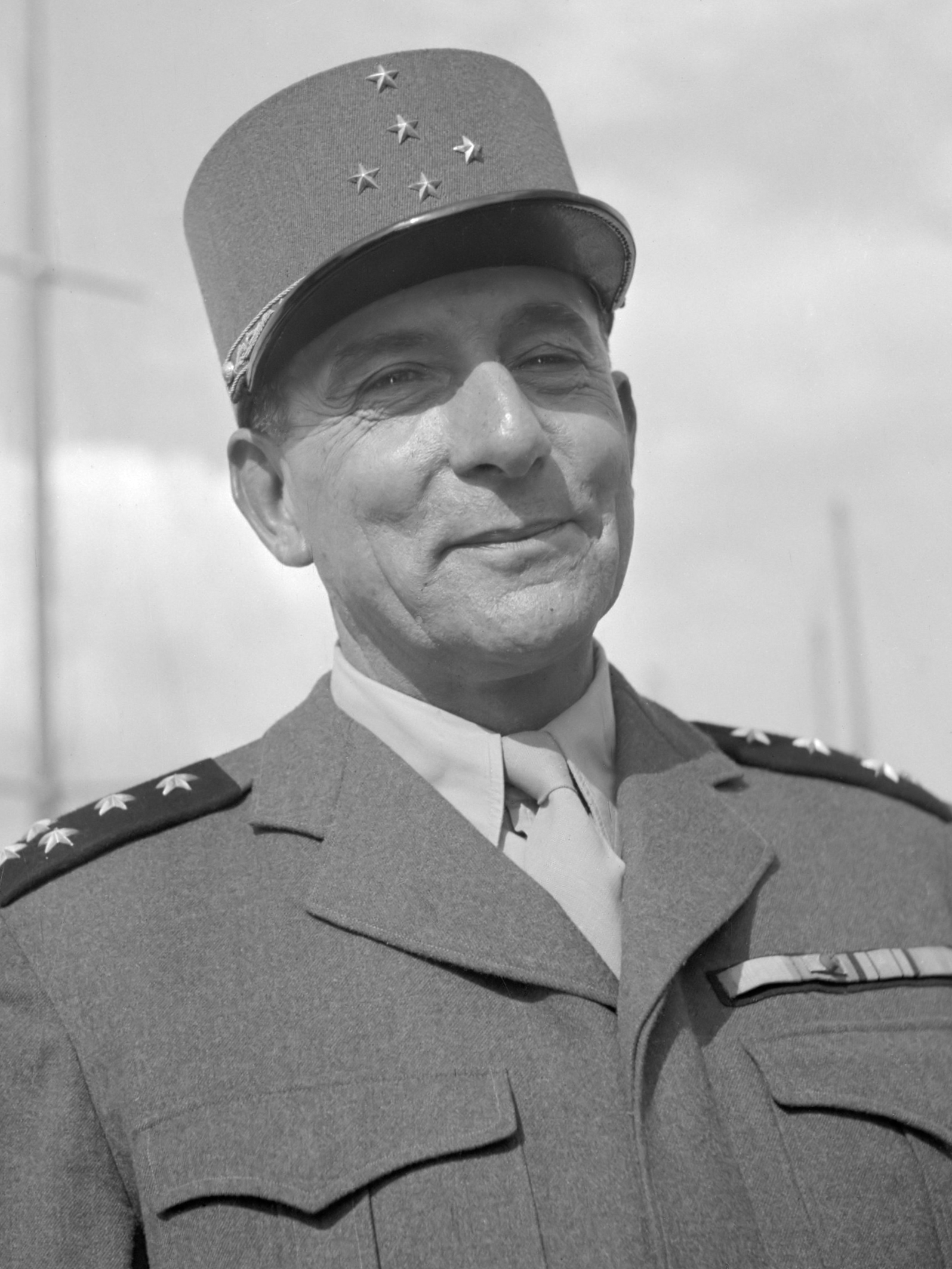
Jean de Lattre de Tassigny

A principis de 1951, la direcció política i militar del Viet Minh va arribar a la conclusió que es donaven les condicions per a la transició a la tercera i última fase de la guerra. Amb aquest propòsit, les divisions regulars havien de conquerir el delta al voltant de Hanoi en operacions convencionals. Es va fer pública la consigna d'haver recapturat Hanoi per al Festival del Tết del 1951. Tanmateix, les forces armades franceses van poder rebutjar els intents del Viet Minh d'entrar al delta a Vĩnh Yên, Mạo Khê i Đáy. El comandant en cap del CEFEO, Jean de Lattre de Tassigny, considerava que els subministraments de material dels Estats Units eren crucials per mantenir la força de combat francesa, especialment la força aèria. El Viet Minh va haver d'aturar les ofensives a causa de les grans pèrdues i retornar a la doctrina d'una guerra de desgast amb forces de guerrilla.
Les derrotes de 1951 van provocar una crisi de lideratge dins del Viet Minh. La responsabilitat del fracàs de la transició a la fase final de la guerra es va atribuir al líder del Viet Minh al sud, Nguyễn Bình, que no havia donat suport suficientment a l'ofensiva al nord mitjançant accions de guerrilla. Nguyễn Bình va ser abatut per una patrulla francesa en el camí de tornada del Viet Bac a Cotxinxina. L'any 1952, la direcció del partit va arribar a la conclusió que l'estratègia d'organitzar aixecaments a les ciutats havia fracassat per l'aparell repressiu de l'Estat colonial i la manca de mobilització. En resposta, el partit va accelerar el seu projecte de reforma agrària a les zones que controlava per tal de mobilitzar amb més força la població camperola.

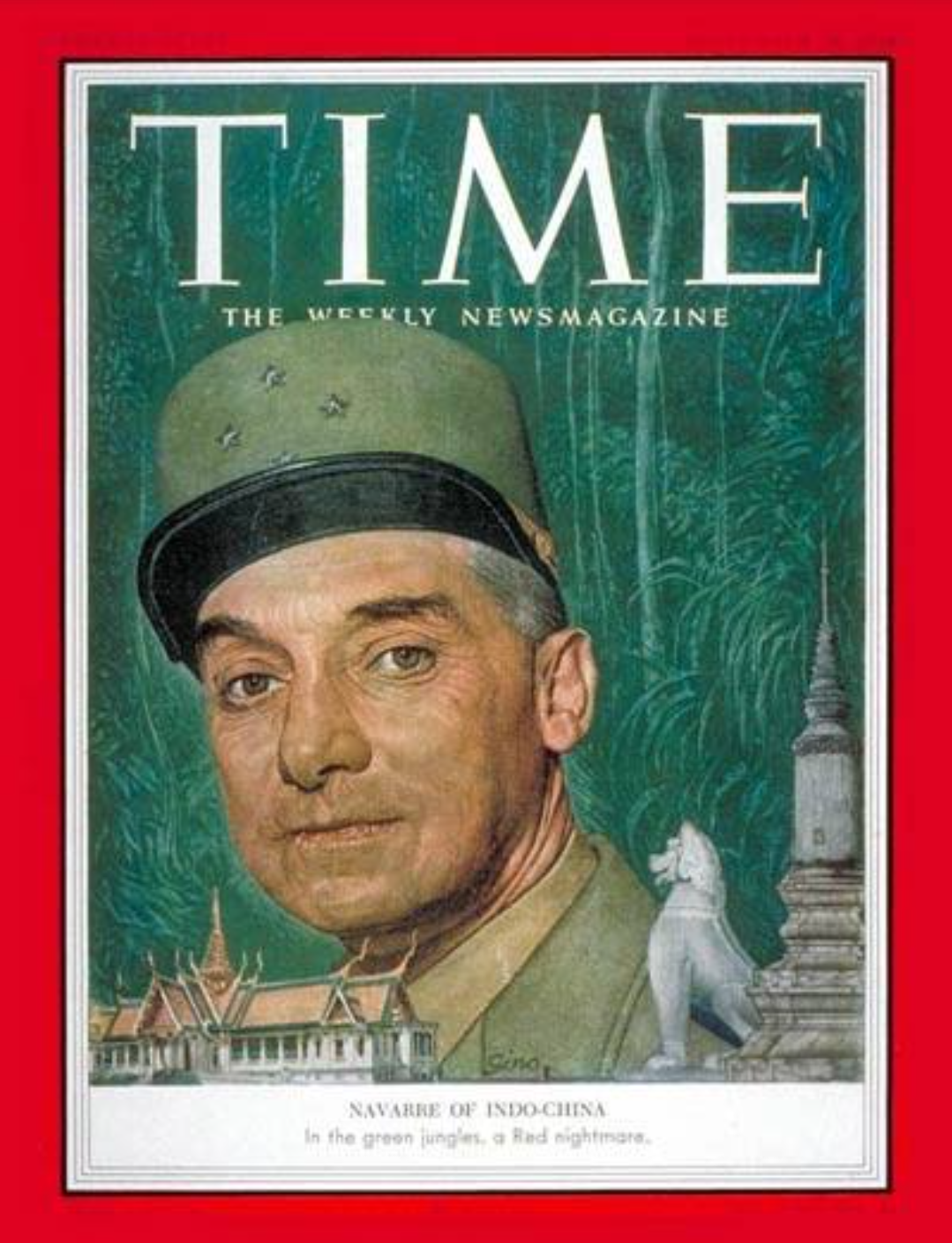
Retrat del general Henri Navarre a la portada del setmanari Time.

El Viet Minh es va dirigir al nord-oest d'Indoxina amb l'objectiu d'ampliar la seva infraestructura al nord-oest de Tonkín i Laos. D'aquesta manera, el Viet Minh intentava d'atraure les tropes franceses cap a un terreny que els era desfavorable. A finals de 1952 van aconseguir ocupar Nghia Lo, a les Terres Altes Centrals, i eliminar gairebé del tot un batalló de paracaigudistes. En resposta a la derrota, el comandant en cap francès Raoul Salan va iniciar l'operació Lorraine. L'objectiu d'aquesta operació era envoltar les zones de retirada del Viet Minh a Tonquín, però no va tenir gaire èxit. No obstant això, a la batalla de Nà Sản, Salan va defensar amb èxit una base aïllada i proveïda per aire contra una força superior del Viet Minh. Així, un altre intent del Viet Minh de derrotar les forces colonials en una batalla campal convencional havia fracassat. No obstant això, la capacitat del Viet Minh per dirigir unitats que operaven de forma convencional a la batalla, amb el suport d'un sistema logístic que depenia del treball de la població local, havia augmentat. A la primavera de 1953, el Viet Minh va sorprendre els dirigents i l'opinió pública francesa envaint Laos. La capital, Luang Prabang, només va poder ser controlada amb dificultat per les tropes colonials.
El maig de 1953, el govern del primer ministre francès René Mayer va nomenar Henri Navarre com a nou comandant en cap del CEFEO. En els debats interns, els dirigents polítics francesos ja no confiaven en una victòria militar en el conflicte d'Indoxina, però molts esperaven un gir polític a través d'una major ingerència dels Estats Units. René Mayer, per exemple, es va expressar en privat de la manera següent:
| « | Sembla evident que, entre els empresaris i els funcionaris francesos que coneixen bé Indoxina, ningú ja no es creu que sigui possible vèncer l'exèrcit del Viet Minh. No obstant això, per tal d'induir Washington a concedir una ajuda directa considerable a França, s'ha propagat la idea que esforços addicionals podrien donar resultats decisius. | » |

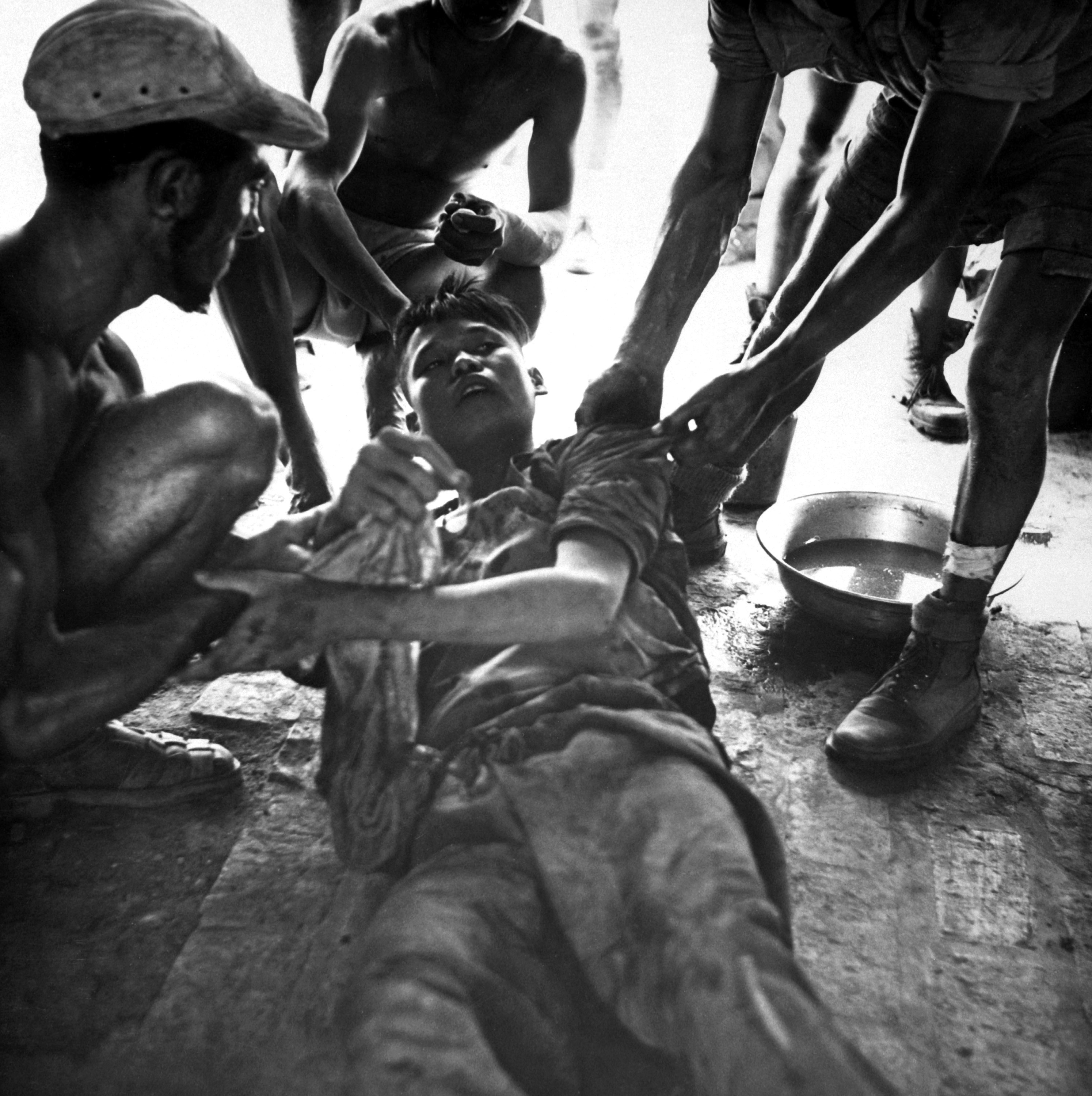
Un metge francès té cura d'un presoner del Việt Minh ferit.

Navarre va rebre l'encàrrec de crear una posició militar de partida favorable a una solució negociada a la guerra. L'anomenat Pla Navarre preveia, en un primer moment, evitar les grans ofensives fins al 1954 i a continuació, després de reagrupar-se i actuar contra la infraestructura guerrillera al sud, infligir una derrota militar decisiva al Viet Minh a partir del 1954. Navarre també va donar suport a l'establiment d'una guerrilla anticomunista a la zona del Viet Minh a través del GCMA, una unitat militar subordinada formalment al servei secret. Sota la direcció de Roger Trinquier, aquesta unitat va poder reclutar diversos milers de partisans de la tribu muntanyenca dels hmong. La unitat treballava estretament amb els productors d'opi d'aquest segment de la població i s'encarregava del transport i la revenda al sindicat del crim Bình Xuyên a Saigon.
Als Estats Units, Omar Bradley va demanar suport al Pla Navarre, mentre que el seu successor com a Cap de l'Estat Major Conjunt, l'almirall Arthur W. Radford, hi va votar en contra, a finals d'agost de 1953, a causa de les objeccions de l'exèrcit dels Estats Units. Aquesta opinió també va prevaldre al Departament de Defensa dels Estats Units, tot i que John Foster Dulles va donar suport al pla.
Mentrestant, el Viet Minh va continuar la reforma agrària a les zones sota el seu control amb la distribució de terres als camperols pobres. Això els va permetre augmentar el suport dins de la població rural. A finals de 1953, el Viet Minh estava plenament informat sobre els plans francesos mitjançant la intel·ligència. En resposta als plans francesos, la direcció militar i política del Viet Minh va formular els seus propis objectius. D'una banda, el Viet Minh volia immobilitzar el nombre més gran possible de tropes franceses mitjançant una activitat guerrillera constant. D'altra banda, les operacions convencionals havien de desplaçar-se cap al nord-oest, en direcció a Laos, ja que els francesos es trobaven allà en desavantatge logístic. Novament com a resposta a aquest canvi, Navarre va fer ocupar una base a prop de la frontera, que va ser abastida des de l'aire. Això, finalment, va portar a tots dos bàndols a lluitar allà en una batalla campal convencional. Per al bàndol francès, la batalla de Điện Biên Phủ es va convertir en una derrota que va fer època. A partir del 13 de març de 1954, en contra de les expectatives dels dirigents francesos, el Viet Minh va aconseguir desplegar unitats de combat convencional amb artilleria al terreny intransitable de la zona fronterera, i va capturar la base francesa en combats que van durar diverses setmanes fins al 8 de maig de 1954.La derrota a Điện Biên Phủ va suposar un gir de l'opinió pública francesa. La guerra colonial en un altre continent, que abans només era percebuda de manera marginal, va sortir sobtadament a primer pla. Mentre que a l'inici de la guerra molt poca gent a França la qüestionava, després de la derrota només un 7% es mostrava partidari de continuar la guerra i un 60% era partidari d'una solució negociada.

## Conferència de Ginebra de 1954

Conferència d'Indoxina.

A partir del 26 d'abril de 1954, es va reunir a Ginebra la Conferència d'Indoxina. A la conferència van participar les dues parts en conflicte, és a dir França i la República Democràtica del Vietnam, així com els Estats Units, la Xina, el Regne Unit i la Unió Soviètica, a més del Vietnam, Laos i Cambodja. La delegació francesa estava encapçalada inicialment per Georges Bidault, que volia assegurar-se que la potència colonial francesa romangués a la taula de negociacions. Com a resultat, va proposar un alto el foc en la línia del control militar real. Així els nuclis de població de la colònia haurien quedat en mans franceses. El Viet Minh al voltant del seu negociador Phạm Văn Đồng va exigir la independència dels tres estats d'Indoxina i unes eleccions lliures i secretes en un termini de sis mesos. Tanmateix, la derrota de Dien Bien Phu va fer caure el govern francès de Laniel. El va succeir Pierre Mendès France, que durant molts anys havia estat un opositor declarat a la guerra. Mendès France es va marcar públicament l'objectiu d'acabar diplomàticament amb la guerra o dimitir. Amb la mediació del líder de la delegació xinesa Zhou Enlai, el Viet Minh i França van acordar la partició provisional de Vietnam al llarg del paral·lel 17; les eleccions lliures s'havien de celebrar com a màxim dos anys després del final de la guerra. Això va ser vist per la part estatunidenca com a essencial per construir un govern anticomunista al Vietnam del Sud. Sota la pressió dels seus aliats xinesos i soviètics, la direcció del Viet Minh es va allunyar de l'objectiu de la independència d'un únic estat vietnamita sota el seu lideratge, a més de renunciar a una part dels guanys que havia aconseguit al camp de batalla. Els estats comunistes temien la intervenció dels Estats Units en el conflicte si no es trobava una solució negociada.

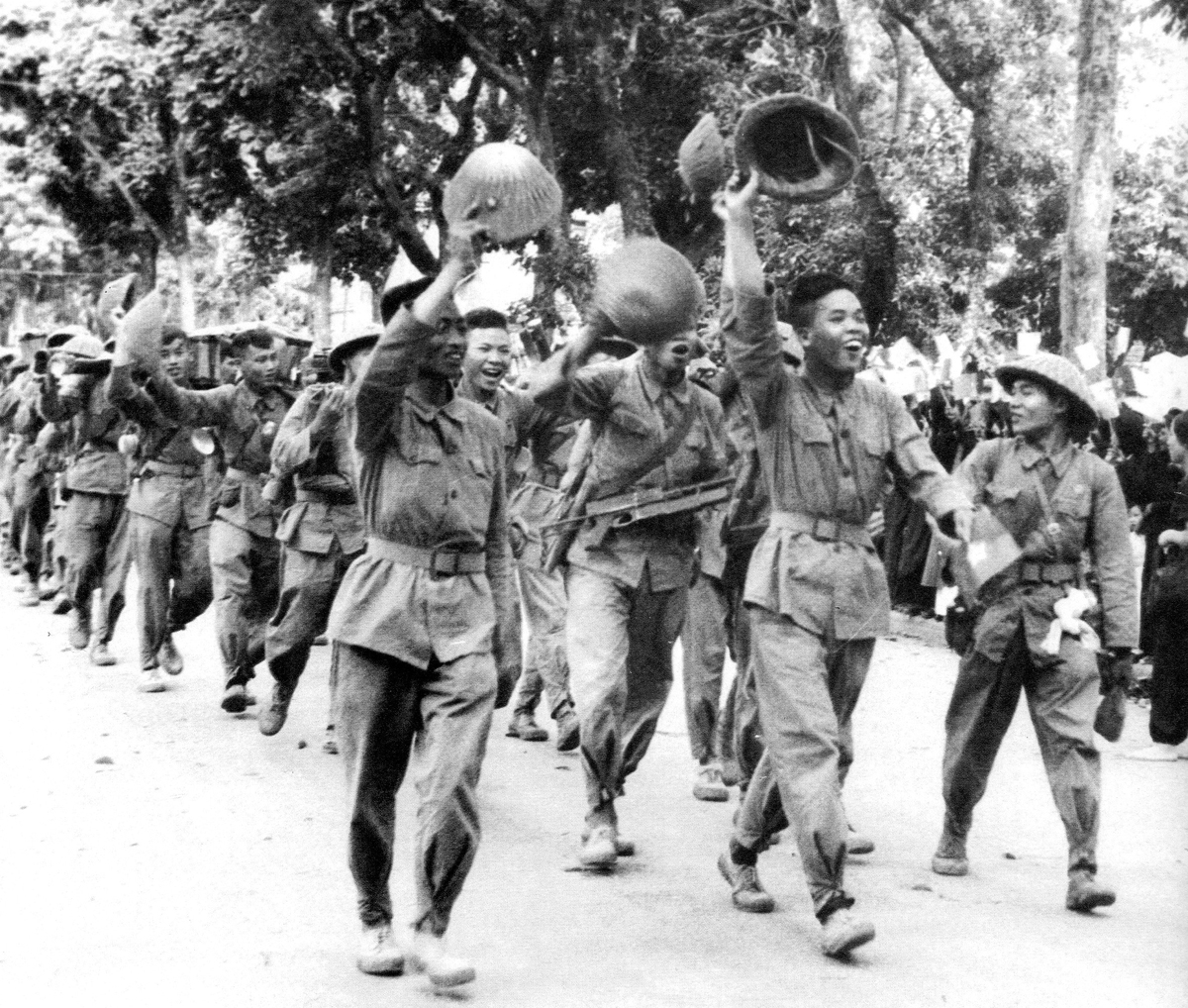
L'exèrcit popular del Vietnam entrant a Hanoi el 9 d'octubre de 1954

La Unió Soviètica va veure les concessions al govern de Mendès France com un mitjà per mantenir França fora de la Comunitat Europea de Defensa i va donar a la situació a Europa una prioritat més alta que a Àsia. A més, el Viet Minh es va comprometre a no intervenir a Laos i Cambodja si, a canvi, no s'establien bases estatunidenques en aquests països. Els Estats Units sí que es van plantejar d'intervenir en el conflicte (l'anomenada Operació Voltor, que també hauria d'incloure l'ús d'armes nuclears tàctiques). El Congrés dels Estats Units, cansat de la guerra, poc després del final de la guerra de Corea, però, va imposar la condició al seu propi govern que això només fóra possible com a part d'una coalició multinacional. Això va fracassar a causa de la falta de suport del Regne Unit i dels estats de la Commonwealth, que consideraven que una intervenció al costat de França era militarment inútil.
Pel que fa a Laos i Cambodja, les parts en conflicte van acordar reconèixer els governs francesos i monàrquics ja existents com els únics representants legítims del poble. Tanmateix, el moviment de resistència comunista Pathet Lao va rebre dues províncies del nord com a zones de reagrupament amb l'esperança que el govern trobés una solució negociada amb els comunistes. El grup guerriller comunista, numèricament molt petit, del Khmer Issarak, que operava a Cambodja, no va rebre cap reconeixement a la conferència.

## Conseqüències

### Víctimes, refugiats i costos de la guerra
Les estimacions totals situen el nombre de morts del conflicte al voltant del mig milió. Al costat francès van morir en total uns 130.000 combatents. D'ells, 59.745 eren membres de l'exèrcit francès, 20.700 dels quals eren francesos de la mare pàtria. La taxa de mortalitat més alta de les forces armades franceses es donà entre les tropes colonials del nord d'Àfrica, amb un 9,2%. La segueix la Legió Estrangera, amb un 8,2%. No obstant això, el risc més alt de morir a la guerra implicava els grups d'ajuda regulars i irregulars formats per vietnamites. Aquí, al voltant d'una quarta part dels soldats desplegats van morir, un total d'unes 71.000 baixes. A més dels morts, al voltant de 88.000 persones que van lluitar al bàndol francès van resultar ferides.
El Viet Minh va comptabilitzar al voltant de 200.000 morts a les seves pròpies files entre 1946 i 1954. La majoria de morts civils es van produir a Tonkin. Les estimacions del nombre de civils morts oscil·len entre 125.000 i 800.000. El testimoni contemporani del corresponsal de guerra i politòleg Bernard B. Fall assumia un total d'al voltant d'un milió de morts al bàndol vietnamita. L'historiador Christopher Goscha situa la majoria de víctimes mortals vietnamites entre la població civil rural, el nombre de les quals supera clarament les del Viet Minh i les dels nadius profrancesos morts pel Viet Minh. Ni el Viet Minh ni els estats que vingueren després d'ell no van publicar una llista oficial de morts i ferits.

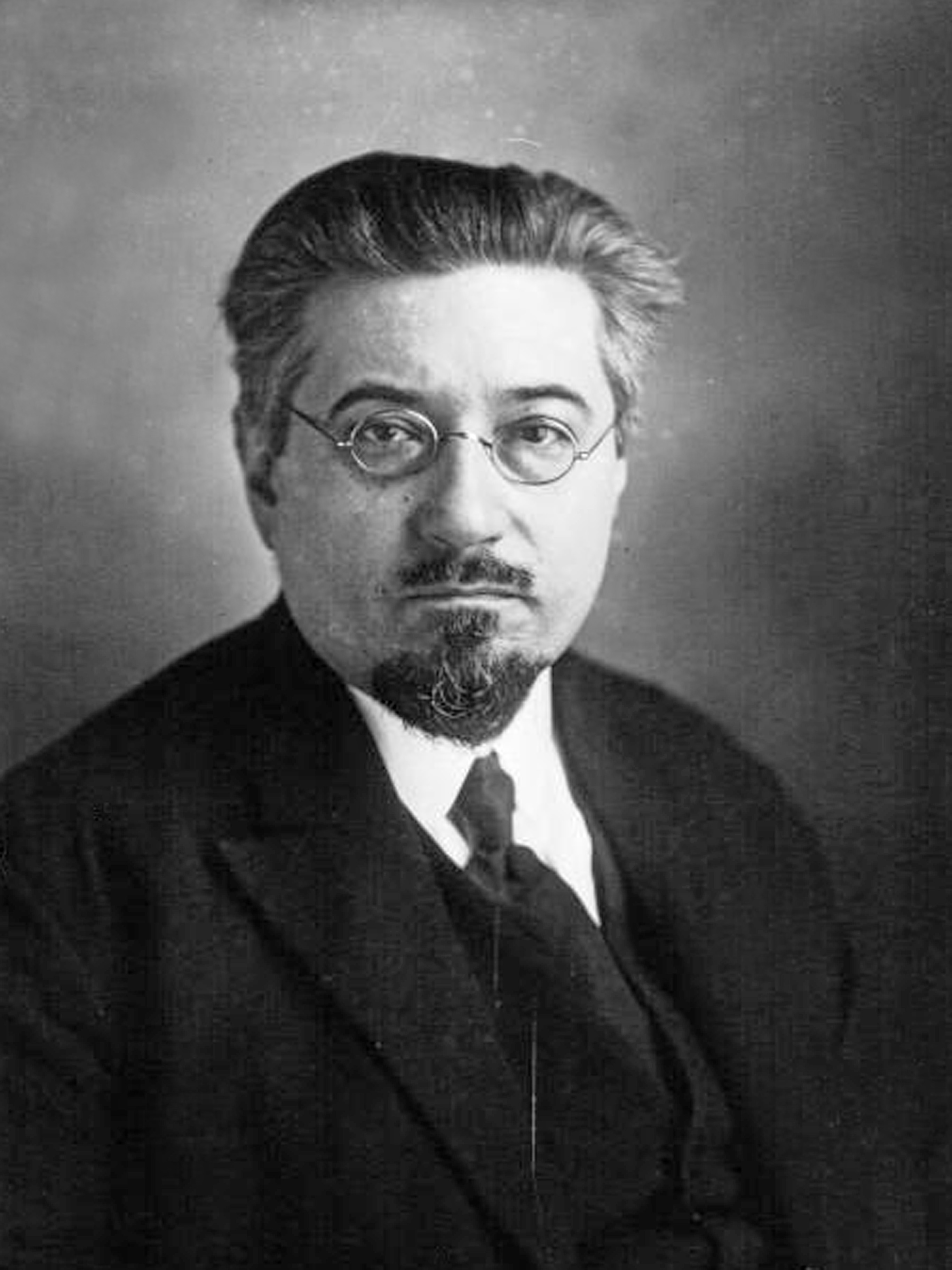
Paul Ramadier

Tots dos bàndols van utilitzar la tortura en diferents graus. Ltenien una àmplia experiència en la tortura com a mitjà de repressió i interrogatori contra la població local des del període colonial. En aquest context, la Sûreté générale indochinoise, responsable d'Indoxina, va tenir continuïtats personals amb el període de preguerra en adoptar els mateixos mètodes. Durant la reconquesta del Vietnam del Sud l'any 1946, l'exèrcit va fer un ús massiu de mètodes de tortura, de manera que l'aleshores comandant en cap del CEFEO, general Valluy, va prohibir la tortura per se a l'exèrcit. El ministre de Defensa, Paul Ramadier, també va intentar prohibir la tortura per part dels militars mitjançant una ordre secreta.No obstant això, segons els informes de la premsa francesa i memòries i obres històriques vietnamites, la tortura continuà sent una eina de guerra al bàndol francès. Encara no es disposa d'una quantificació sistemàtica de la violència, de manera que encara no és clar el seu abast exacte. Tampoc hi ha una avaluació sistemàtica de la tortura per part del Viet Minh. La majoria de vegades, el servei d'intel·ligència de l'organització s'encarregava de la contraintel·ligència contra els presumptes agents dels francesos dins de la població vietnamita i les seves organitzacions. El 1951, els òrgans de seguretat interna del Viet Minh van prohibir la tortura com a mitjà d'interrogatori.
Tots dos bàndols van utilitzar nens per als seus propis propòsits a la guerra. El Viet Minh desplegava habitualment nens dins de les unitats de la guerrilla per al reconeixement, la recopilació d'informació i com a missatgers. Els nens poques vegades eren utilitzats com a combatents. A Hanoi el 1946 es va formar una unitat especial de 175 nens d'entre vuit i catorze anys, la majoria orfes de la fam, es va adscriure al regiment de la capital del Viet Minh. Molts dels reclutes del Viet Minh eren joves. La intel·ligència militar francesa, el Deuxième Bureau, va dirigir una acadèmia de formació paramilitar per a nens francesos i locals a Vung Tau, per la qual van passar diversos centenars. Els serveis d'intel·ligència francesos feien servir els nens per a tasques d'intel·ligència.
A gran part del país, especialment al Vietnam del Nord, gran part de la infraestructura havia estat destruïda. La producció d'aliments a Tonquín va disminuir cada cop més després del breu període de pau. La guerra, que va tenir lloc principalment a les zones rurals, va provocar un augment de la urbanització. La població de la regió de Saigon-Cholon es va quadruplicar de 500.000 al final de la Segona Guerra Mundial a dos milions de persones al final de la Guerra d'Indoxina. Després del final de la guerra, al voltant d'un milió de persones, la majoria vietnamites catòlics del Vietnam del Nord, van emigrar al sud. Els aproximadament 6.500 francesos que vivien al nord de Vietnam van fugir cap al sud o van tornar a Europa.
Al costat francès, la guerra va consumir prop de la meitat de l'ajuda econòmica i militar proporcionada pels Estats Units el 1952, un total d'uns 4.500 milions de dòlars. Els dos darrers anys de la guerra van suposar uns costos comparables de 3.600 milions, la meitat dels quals van ser coberts amb pagaments dels Estats Units. Sense les subvencions dels Estats Units, França hauria hagut d'acabar la guerra el 1952 per evitar la fallida.

### Conseqüències polítiques per a França
L'opinió pública francesa tendia a percebre la guerra com una cosa marginal, sobretot fins que es va intensificar amb l'ascens del Viet Minh. A causa de les poques desenes de milers d'habitants europeus de la colònia i de les batalles lliurades per voluntaris i, sovint, per persones no franceses, amb prou feines hi havia punts de contacte amb el conflicte per als francesos que vivien a França. A partir de 1948 la premsa francesa va començar a criticar la guerra d'Indoxina sota el lema de la "guerra bruta" (francès sale guerre). A partir de 1949, el Partit Comunista Francès (PCF) va fer del final de la guerra la seva reivindicació política interna més apressant. El PCF va poder iniciar un moviment de vaga entre els estibadors de França, que va assolir el seu punt àlgid el 1950.
Acabada la guerra, Mendès France va ser molt criticat per la dreta catòlica i el moviment poujadista per haver abandonat els catòlics vietnamites. L'escriptor i Premi Nobel de Literatura François Mauriac, influent en els cercles catòlics, va intentar llavors fundar una nova democràcia cristiana, crítica amb la colonització, en suport de Mendès France, però va fracassar en aquest projecte. Jean-Marie Le Pen, que va estar desplegat com a paracaigudista al Vietnam, es va oposar activament a la política de descolonització i la va combinar amb invectives antisemites contra Mendès France. El 1956, Le Pen va entrar a l'Assemblea Nacional com a diputat poujadista.
A l'opinió pública francesa de després de la guerra, es va plantejar la tesi que el govern dels Estats Units havia donat deliberadament un suport insuficient als francesos a la guerra d'Indoxina, amb l'objectiu d'afegir Vietnam del Sud a la seva pròpia esfera d'influència a expenses de França. Se suposava que la seva motivació principal era la consecució d'avantatges econòmics. Un dels principals defensors d'aquesta tesi fou el mateix De Gaulle. L'historiador francès Pierre Brocheux relega aquesta opinió a l'àmbit de la llegenda per l'assistència tecnicomilitar i la salvaguarda dels interessos de les empreses franceses al Vietnam del Sud després de la guerra. Més aviat, aquest antiamericanisme va permetre dissimular les contradiccions i els problemes de la pròpia política francesa.

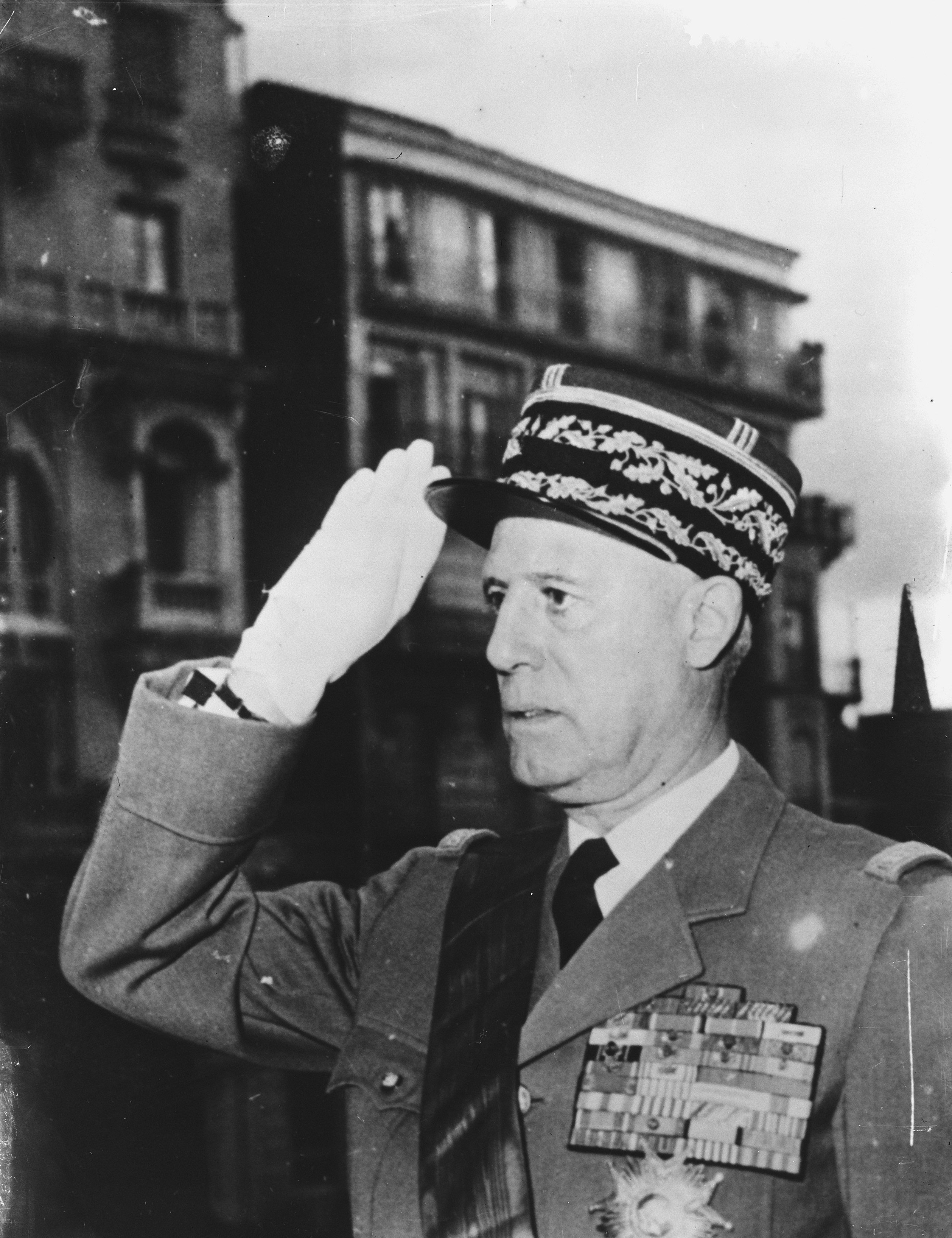
Raoul Salan

Dins de l'imperi colonial francès encara existent, la retirada d'Indoxina va actuar com un estímul per als grups nacionalistes per aconseguir la independència a través de la lluita armada. Pocs mesos després de la Pau de Ginebra, l'FLN va obrir la guerra d'Algèria amb un atac terrorista a Alger. Els seus representants van adoptar conceptes tant retòrics com organitzatius del Viet Minh. Dins de l'elit militar francesa, la derrota a Indoxina després de la derrota de 1940 va provocar més desil·lusió i va encoratjar la voluntat de fer la guerra al nord d'Àfrica a qualsevol preu. Nombrosos oficials que van ser fonamentals en la contrainsurgència a Algèria havien servit anteriorment a Indoxina. Van portar les seves idees i mètodes amb ells des del sud-est asiàtic. Alguns d'aquests oficials, inclòs l'antic comandant suprem del CEFEO, Raoul Salan, van aparèixer com a membres líders a les files de l'OAS, que va intentar frustrar el tractat de pau amb mitjans terroristes.
El reclutament d'alemanys a la Legió a la zona d'ocupació francesa va tensionar les relacions francoalemanyes. A la premsa diària i a les publicacions de les organitzacions socials van circular informacions exagerada sobre el nombre delegionaris d'origen alemany reclutats i morts a la guerra. La participació de ciutadans alemanys a la guerra va ser de vegades sobreestimada fins a deu vegades. L'SPD i també la premsa d'Alemanya de l'Est van emfasitzar aquesta pràctica als mitjans de comunicació per criticar la connexió amb Occident del govern de Konrad Adenauer. Al maig de 1955, els militars francesos van deixar de fer publicitat a la República Federal.
Cap al final de la Guerra Freda, els afers de veterans a França van tornar a ser objecte d'atenció. El 1989, les organitzacions de veterans van aconseguir que els soldats francesos que havien estat fets presoners pel Viet Minh fossin reconeguts com a presoners de guerra i se'ls indemnitzés en conseqüència. L'any 1991 va esclatar l'afer Boudarel, en què les organitzacions de veterans van acusar el professor universitari Georges Boudarel, que va desertar al Viet Minh el 1950 i va rebre l'amnistia el 1968, d'estar implicat en la tortura i el maltractament de presoners de guerra francesos. Boudarel va ser absolt als tribunals, però va haver de renunciar al seu càrrec a la Universitat París VII.

### Estat comunista al Vietnam del Nord

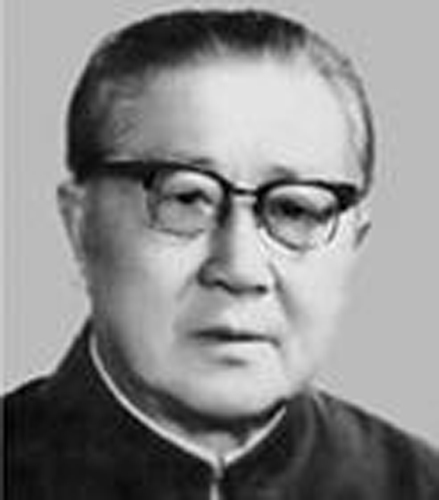
Luo Guibo.

Amb l'ajuda militar xinesa també va arribar a la RDV una missió política, formalment de més alt nivell, dirigida pel funcionari del PCX Luo Guibo. Aquests van actuar en qualitat d'assessors, i van instruir els comunistes vietnamites perquè adoptessin els conceptes maoistes d'organització de masses, repressió política, selecció de quadres i polítiques de reforma agrària. El desenvolupament va començar amb campanyes d'autocrítica i purgues entre els funcionaris del Viet Minh. Aquesta política va comportar la repressió de quadres amb un passat no comunista o amb una suposada manca de fiabilitat política. A partir de 1950, també es van dur a terme campanyes de propaganda al territori controlat per la RDV, seguint el model xinès. A partir del 1952, es va iniciar en aquest marc la repressió planificada contra sectors indesitjables de la població, com els terratinents i els antics col·laboradors colonials, amb independència de qualsevol suport al moviment independentista Així mateix, el culte a la personalitat preexistent al voltant de Ho Chi Minh es va reforçar significativament i, igual que a la Xina al voltant de Mao, es va convertir en un element de suport de l'Estat a la RDV.
Després del final de la guerra, els dirigents comunistes de l'ara reconeguda internacionalment República Democràtica del Vietnam (RDV) es van enfrontar a unes condicions econòmiques molt difícils. La interrupció dels lliuraments d'arròs des del delta del Mekong va amenaçar amb una altra fam, que només es va poder evitar amb subministraments de Birmània organitzats per la Unió Soviètica. La direcció del partit va seguir endavant amb el programa de reforma agrària que ja havia començat durant la guerra el 1953. Sota la direcció de l'ideòleg principal Trường Chinh, la població rural es va dividir en classes socials segons el model xinès per facilitar una agitació social planificada. Durant el procés, el Partit Comunista del Vietnam va prendre mesures coercitives que van portar a l'execució d'entre 3.000 i 50.000 agricultors. També es van veure afectades nombroses persones que havien donat suport activament al Việt Minh. La reforma agrària va provocar l'enfonsament de la productivitat i el malestar. Després dels aixecaments armats contra la RDV a la província natal de Ho Chi Minh, Nghệ An, el programa es va aturar momentàniament i Trường Chinh va ser rellevat del seu càrrec principal com a secretari general del partit. No obstant això, l'estat va continuar utilitzant l'empresonament, l'execució i una àmplia censura de premsa com a eines de la seva política interior. Els disturbis al nord van provocar un èxode massiu de les classes cultes i catòliques cap al Vietnam del Sud. va comptar amb el suport massiu dels vaixells de la Marina dels Estats Units i amb els esforços de la CIA com a part de l'operació Passage to Freedom, que va començar immediatament després del final de la guerra.

### Divisió del Vietnam i intervenció dels Estats Units

Relacions territorials després de la Guerra d'Indoxina amb els quatre estats independents resultants (1954-1955)

El govern dels Estats Units considerava els resultats de la Conferència d'Indoxina com una derrota a la Guerra Freda i temia que una unificació de Vietnam amb la preponderància política de l'estat comunista al nord donaria lloc a una major propagació dels sistemes comunistes al sud-est asiàtic (teoria del dòmino). Com a resultat, van decidir impulsar la formació i el suport d'un estat anticomunista al Vietnam del Sud. Amb aquesta finalitat, els Estats Units van instal·lar el catòlic Ngô Đình Diệm com a primer ministre al sud, amb el suport d'una gran ajuda econòmica i militar. Un equip d'assessors de la CIA al voltant de l'oficial estatunidenc Edward Lansdale va exercir una influència decisiva en les decisions polítiques sobre el terreny.
En el transcurs de la partició de Vietnam, al voltant de mig milió de catòlics, uns 200.000 budistes i uns 20.000 membres de la tribu nung van abandonar Vietnam del Nord cap al sud per escapar del control de l'estat comunista. Al voltant de 45.000 membres de la minoria xinesa, molts dels quals van emigrar més tard a Taiwan, també van abandonar el nord. Com a contrapartida al moviment de refugiats del nord, entre 50.000 i 90.000 membres del Viet Minh i els seus simpatitzants van abandonar el sud cap a la RDV. Entre 10.000 i 15.000 quadres comunistes van romandre al Vietnam del Sud. La direcció del partit a Hanoi inicialment va promulgar una estratègia no violenta al sud i va donar suport a un moviment pacífic d'intel·lectuals simpatitzants a Saigon-Cholon.
Diệm va frustrar les eleccions lliures per a tots els vietnamites acordades a Ginebra i es va fer confirmar com a president de l'ara independent "Việt Nam Cong Hoa" (República del Vietnam, "Vietnam del Sud") mitjançant eleccions fraudulentes al sud. Diệm va dirigir un règim dictatorial que depenia molt dels membres de la seva família i de la minoria cristiana del país. Va dirigir una agressiva campanya de repressió contra funcionaris i simpatitzants del partit comunista, que es va cobrar la vida de molts opositors reals i percebuts del règim. Així mateix, el reassentament de refugiats cristians del nord sovint va provocar tensions amb la població de majoria budista, que sentia que s'havien aprofitat d'ells. La debilitat i la manca de popularitat del règim de Diem van provocar l'aparició d'una guerrilla contra el règim del Vietnam del Sud a partir de 1956/1957. Una de les principals accions de la guerrilla va ser l'assassinat selectiu de diversos centenars de funcionaris i dignataris del règim de Diem. A partir de 1959 el nord va començar a donar suport a aquest moviment insurreccional enviant guerrillers. El conflicte finalment es va intensificar amb la intervenció dels Estats Units a la guerra del Vietnam.
Amb aquest acord, els dos regnes de Laos i Cambodja van tornar a ser estats sobirans. Els Estats Units lliuraren una guerra secreta pel poder al Regne de Laos a través de la CIA i els generals Phoumi Nosavan i Vang Pao. Només a Cambodja es van celebrar realment les eleccions lliures acordades a l'acord de Ginebra. Cambodja va romandre com a monarquia constitucional des de 1954 fins al cop cop d'estat de Lon Nol de l'abril de 1971 contra el príncep Norodom Sihanouk.

### La Guerra d'Indoxina a la cultura

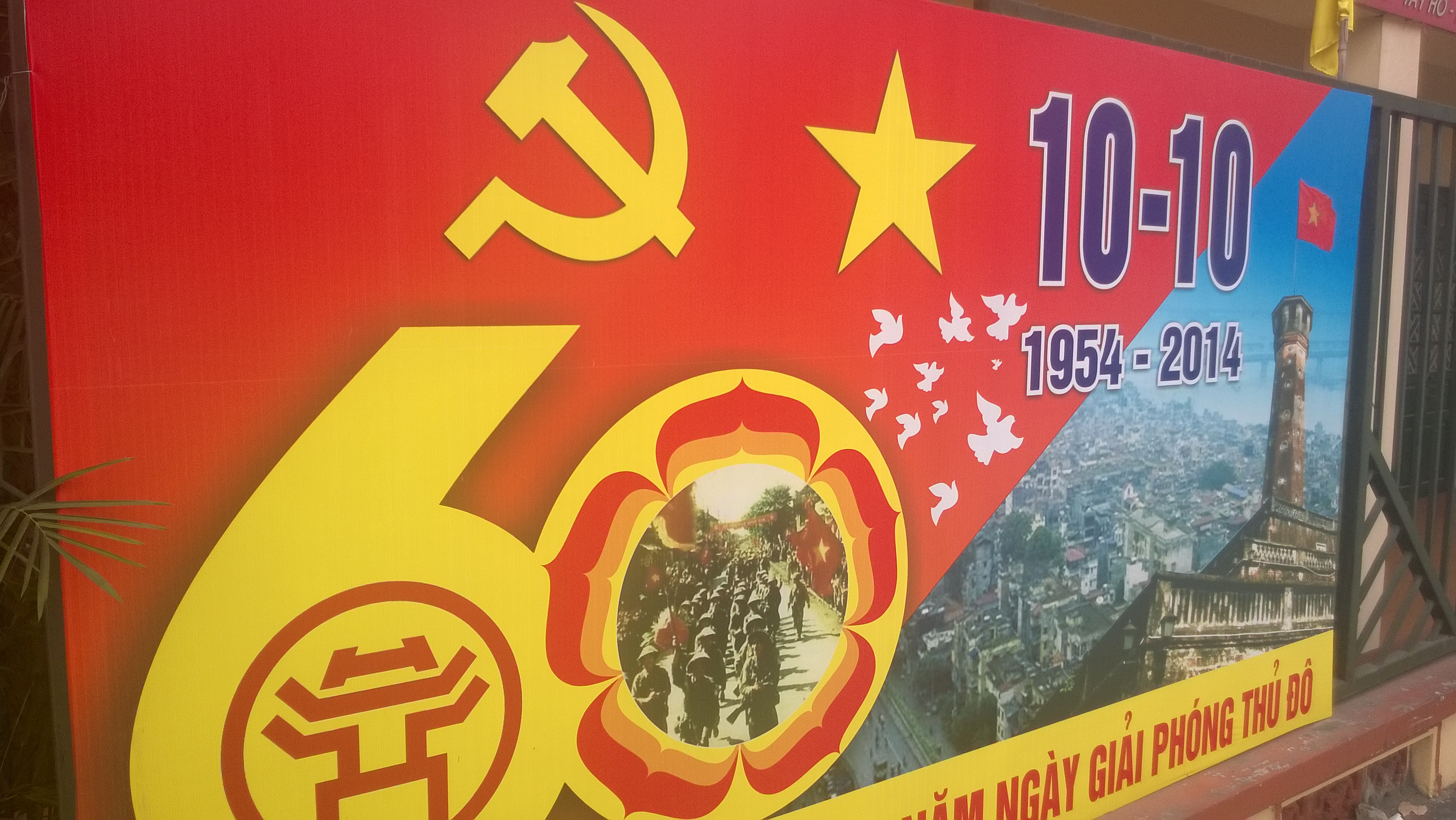
Un cartell que celebra el 60è aniversari del reconeixement francès de la independència de Vietnam del Nord

Tot i ser una mena de tabú a França, "la guerra bruta" ha aparegut en diverses pel·lícules, llibres i cançons. Des de la seva desclassificació a la dècada del 2000, s'han estrenat documentals televisius amb noves perspectives sobre la participació encoberta dels Estats Units i s'han obert les crítiques sobre la propaganda francesa utilitzada en temps de guerra.

L'americà impassible.

El famós propagandista comunista Roman Karmén es va encarregar de l'explotació mediàtica de la batalla de Dien Bien Phu. Al seu documental, Vietnam (Вьетнам, 1955), va escenificar la famosa escena de l'hissat de la bandera del Việt Minh sobre el búnquer de De Castries, és similar a la que va escenificar sobre la teulada del Reichstag de Berlín durant la Segona Guerra Mundial (Berlin, 1945) i la columna de presoners de guerra en forma de "S" marxant després de la batalla, on va utilitzar la mateixa tècnica òptica que va experimentar abans quan va escenificar els presoners alemanys després del setge de Leningrad (Leningrad en lluita, 1942) i la batalla de Moscou (La derrota de les tropes feixistes alemanyes als afores de Moscou, 1942).
Hollywood va fer una pel·lícula sobre Dien Bien Phu el 1955, Jump into Hell, dirigida per David Butler i amb guió d'Irving Wallace, abans de la seva fama com a novel·lista de best-sellers. Hollywood també va fer diverses pel·lícules sobre la guerra, com ara Rogues' Regiment de Robert Florey (1948), China Gate de Samuel Fuller (1957). i Five Gates to Hell (1959), de James Clavell.
La primera pel·lícula francesa sobre la guerra, "Patrulla de xoc" (Patrouille de choc) coneguda també com a "Patrulla sense esperança" (Patrouille sans espoir) de Claude Bernard-Aubert, va sortir l'any 1956. El censor francès va tallar algunes escenes violentes i va fer canviar el director al final de la seva pel·lícula que es va considerar "massa pessimista". La pel·lícula de Léo Joannon Fort du fou ("Fort del boig") es va estrenar el 1963. Una altra pel·lícula, La 317ème section, dirigida pel veterà de la Guerra d'Indoxina Pierre Schoendoerffer, fou estrenada el 1964. Des de llavors, Schoendoerffer ha esdevingut un especialista en mitjans de comunicació sobre la Guerra d'Indoxina i ha centrat la seva producció en pel·lícules de guerra realistes. Fou càmera de l'exèrcit ("Servei cinematogràfic de l'exèrcit", SCA, per les seves sigles en francès) durant el seu temps de servei; a més, com havia cobert la guerra del Vietnam, va estrenar La Section Anderson, que va guanyar l'Oscar al millor documental el 1968. La pel·lícula del 2017 d'Olivier Lorelle, Ciel rouge, protagonitzada per Cyril Descours i Audrey Giacomini, està ambientada durant la primera part de la Primera Guerra d'Indoxina.
Jean Lartéguy va escriure diverses novel·les sobre la guerra, la principal de les quals, Les centurions es va convertir en formadora de la pròpia imatge de les forces armades franceses en temps de descolonització. La pel·lícula Mort en fraude, dirigda per Marcel Camus el 1957, descrivia la brutalitat d'ambdós bàndols i va ser prohibida a les colònies franceses. La novel·la de Graham Greene The Quiet American, posteriorment adaptada al cinema, té lloc durant aquesta guerra.